# Néo-classicisme
Pour les articles homonymes, voir Néoclassique.

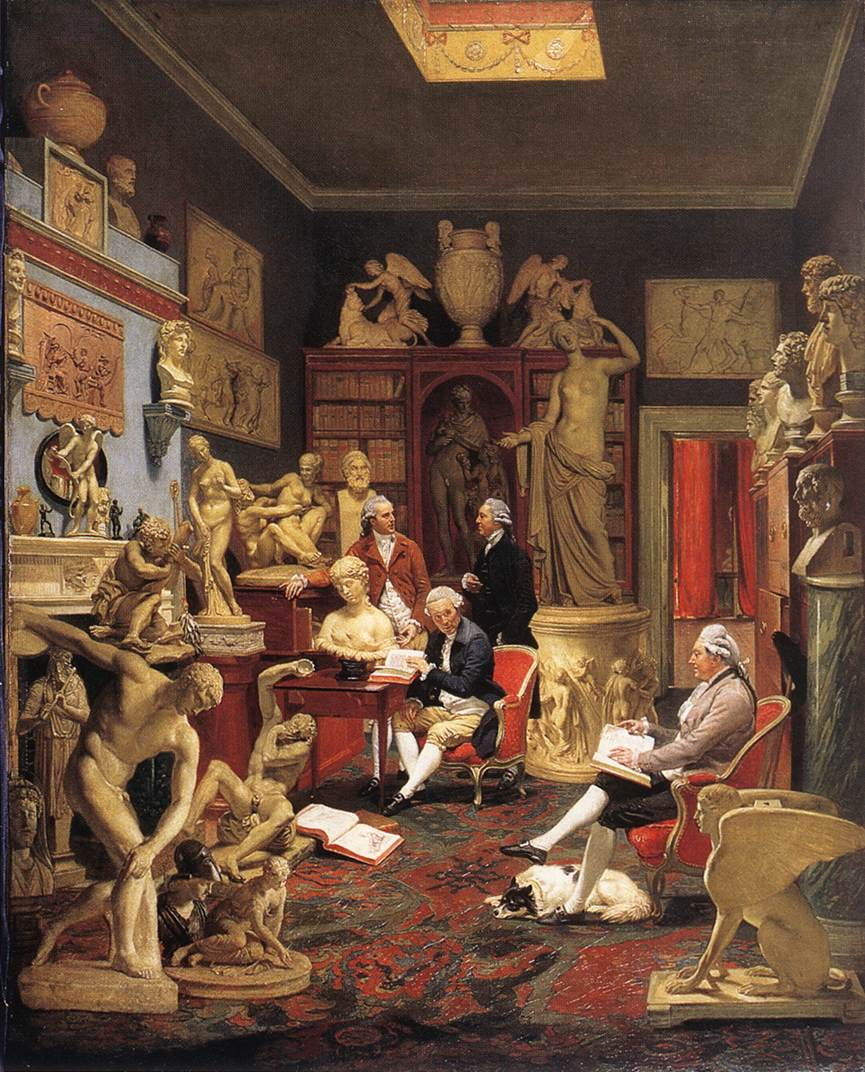
Johan Joseph Zoffany, Charles Towneley dans sa galerie de sculpture, 1782.

Le néo-classicisme est à la fois un mouvement artistique, et une période stylistique qui émerge vers 1750 dans l'Europe des Lumières, contemporain et consécutif de la vogue du Grand Tour. Son apogée se situe vers 1780 jusqu'à 1800 et le déclin de son influence s'amorce vers 1810 avec la concurrence du romantisme. Le mouvement, né à Rome au moment où l'on redécouvre Pompéi et Herculanum, se diffuse en Europe et aux États-Unis par l'intermédiaire des écrits de théoriciens dont le principal représentant est l'archéologue et historien d'art Johann Joachim Winckelmann. Celui-ci préconise un retour à la « vertu », à la simplicité et au goût de l'épure de l'antique après le baroque et surtout ce que les promoteurs du retour à l'antique considèrent comme les excès foisonnants et frivoles du rococo de la période précédente. Cette expression nouvelle d'un style ancien souhaite rallier tous les arts à ce qu'on appela alors « le vrai style ».
Le néo-classicisme est caractérisé par la volonté d'un retour aux sources de l'art, que les théoriciens croyaient être d'origine antique, dans l'art grec, étrusque et romain. Il se diffuse d'abord en architecture avec un retour aux principes de Vitruve et l'imitation des monuments grecs et romains, ensuite en peinture, en sculpture, et dans les arts graphiques et les arts décoratifs. Les artistes les plus représentatifs de cette période, sont les architectes Robert Adam et le duo Percier et Fontaine, les peintres Anton Raphael Mengs et Jacques-Louis David, et les sculpteurs Antonio Canova et Bertel Thorvaldsen.
Ce mouvement est encouragé par les monarques sensibles à la philosophie des Lumières et à cette nouvelle esthétique, comme Catherine II en Russie, George III en Angleterre, ou Frédéric-Guillaume II de Prusse. Les nouvelles républiques issues des révolutions française et américaine en font le style officiel, car il représente symboliquement la démocratie de la Grèce antique et la République romaine. Napoléon Ier impose le néo-classicisme sévère du style Empire en prenant comme modèle l'Empire romain.
En architecture et en décoration, plusieurs styles découlent du néo-classicisme, dont les principaux sont le style Adam, le style Directoire, le style Empire, le style fédéral et le biedermeier.

## Contexte

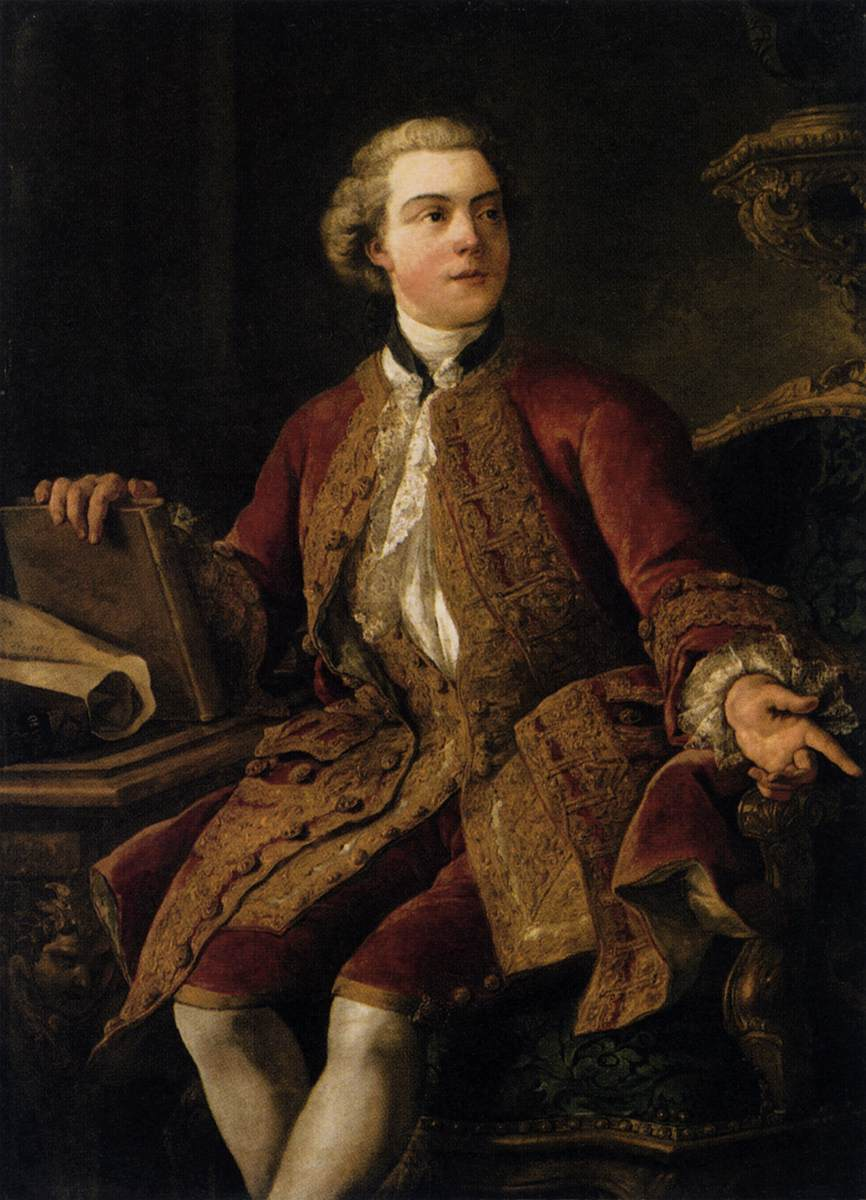
Portrait du marquis de Marigny vers 1750, à l'époque où il effectue son Grand Tour.

L'apparition du néo-classicisme s'inscrit d'abord dans un large rejet du style rococo qui marque l'Europe du siècle des lumières. Pour les Allemands empreints de sentiments anti-français, parce qu'il représente le règne de Louis XV et ses extravagances, pour les Anglais de tradition anglicane, qui prônent un retour à la simplicité, parce qu'il est le dernier représentant d'une esthétique caractéristique de la Contre-Réforme catholique. Vers les années 1770, ce rejet touche aussi l'Italie et la France, pourtant promoteurs du rococo, mais chez eux il s'exprime contre le caractère jugé immoral de ce style, représentant le luxe, la frivolité, pour revenir à des considérations plus morales et vertueuses.
Au milieu du XVIIIe siècle, la vogue du Grand Tour amène une communauté d'aristocrates voyageurs, venus d'Angleterre, de France ou de Prusse à se confronter directement aux vestiges antiques, lors de voyages d'éducation en Italie, en Grèce ou en Turquie. L'un de ces voyages, celui du marquis de Marigny en 1750-1751, a un important impact sur l'évolution du goût en France et en Europe. Frère cadet de la marquise de Pompadour, Abel-François Poisson de Vandières est envoyé en mission à Rome accompagné du graveur Charles Nicolas Cochin et de l'architecte Jacques-Germain Soufflot. De ce voyage les artistes prennent conscience de la particularité des œuvres antiques, sans passer par la réinterpétation stylistique issue de la Renaissance ou de la tradition classique. Soufflot pousse son excursion plus au sud en découvrant le site de Paestum en Campanie, où la confrontation avec des temples grecs présentant un style archaïque avec des colonnes doriques sans bases est pour lui, une révélation. À la même période, les voyageurs anglais, profitant du relâchement de la pression turque en Grèce, peuvent faire le voyage qui permet la publication de recueils d'antiquité grecques dont celui de Richard Dalton (en), Antiquities and views of Greece and Egypt, qui amène les amateurs d'antiquité, comme Caylus et Winckelmann à considérer l'esthétique grecque antique, supérieure à celle de l'antiquité romaine.
Le néo-classicisme va aussi être favorisé par la politique culturelle que défendent les monarques « éclairés ». Le futur Charles III d'Espagne, fait diffuser dans toute l'Europe le recueil gravé des Pitture antiche d'Ercolano e contorni, George III roi d'Angleterre, encourage le développement du nouveau style, en faisant de l'architecte Robert Adam, et du peintre Benjamin West, les artistes officiels du régime. Le roi de France Louis XVI, met à la tête des Bâtiments du roi, le comte d'Angiviller, qui promeut le retour à la grandeur du siècle de Louis XIV, en encourageant des œuvres à destinations, vertueuses, morales et patriotiques. Dans ces directives s'inscrit la réalisation par David du Serment des Horaces.

## Théoriciens et promoteurs du néo-classicisme

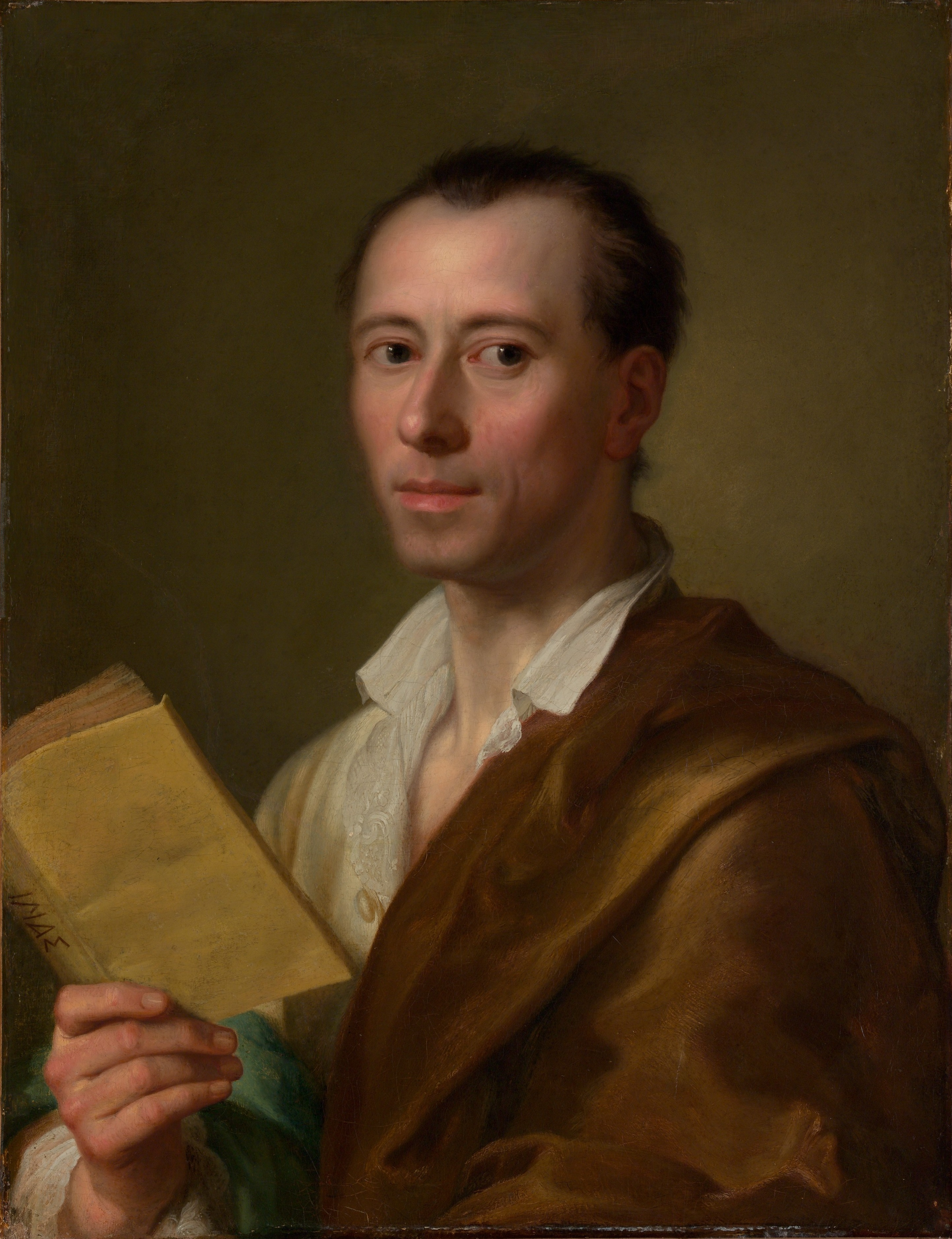
Johann Joachim Winckelmann, portrait peint par Anton Raphael Mengs (vers 1761).

Le néo-classicisme comme courant artistique doit son développement à l'initiative d'érudits et d'archéologues qui vont, dans leurs recueils, promouvoir l'art de l'antiquité. Cet intérêt pour les vestiges antiques, autant romains que grecs ou étrusques ne date pas du XVIIIe siècle. Depuis la Renaissance plusieurs amateurs d'art avaient publié des ouvrages destinés à faire découvrir les vestiges antiques. L'architecte Pirro Ligorio publie en 1553 le Libro delle antichità di Roma premier ouvrage qui ambitionne de couvrir l'antiquité selon ce que l'on savait à son époque. L'ouvrage de trente volumes, est réalisé en réaction contre la destruction de monuments à Naples. Il ne s'agit pas d'un travail scientifique, les planches étant entachées de trucages et falsifications qui les rendent peu exploitables. La première entreprise destinée à étudier les vestiges de l'antiquité dans un esprit scientifique, est due au moine bénédictin français, Bernard de Montfaucon qui publie en 1719 les dix volumes de L'Antiquité expliquée et représentée en figures (augmentée en 1724 par un supplément de cinq in-folios) qui fut une source d'inspiration pour les artistes néo-classiques qui copièrent ou s'inspirèrent des gravures de l'ouvrage, à commencer par Jacques-Louis David, plusieurs de ses élèves, Pierre-Narcisse Guérin, jusqu'à Théodore Géricault.

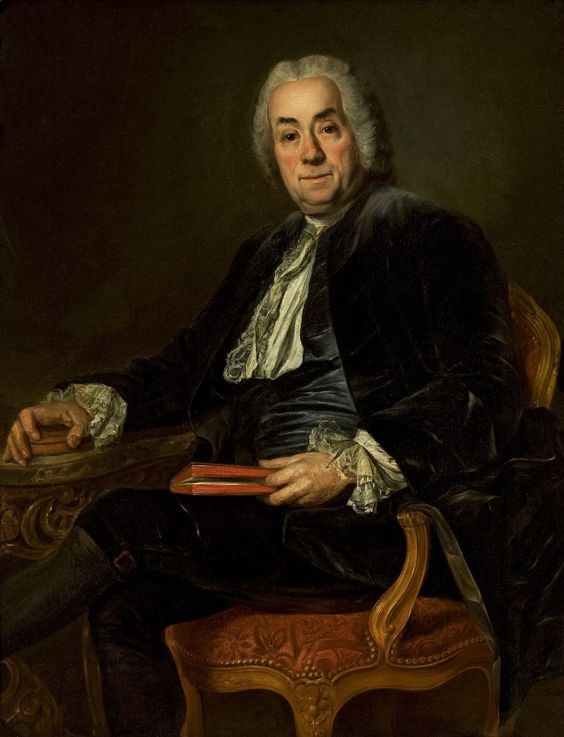
Anne Claude de Caylus, portrait peint par Alexandre Roslin (vers 1753).

Deux archéologues, le comte de Caylus et Johann Joachim Winckelmann vont étudier les vestiges de l'antiquité dans le sens de l'histoire de l'art, et non plus comme seuls témoignages d'une époque révolue. Les ouvrages de ces deux théoriciens, vont promouvoir le retour à l'antique, en portant leurs études sur les antiquités considérées en tant qu'œuvres d'art à part entière. Les deux hommes auront, cependant, des visions antagonistes dans leurs approches, Caylus reprochant à Winckelmann son dogmatisme, là où son homologue allemand reproche au comte son empirisme et son pragmatisme.
Caylus est un aristocrate issu de la noblesse d'épée, qui commence une carrière militaire de vingt ans dans les mousquetaires du roi, où il prend part a la guerre de Succession d'Espagne. Après 1714, il quitte l'armée pour entreprendre plusieurs voyages en Italie, et en Turquie qui développent sa vocation pour l'archéologie. Il réunit à cette époque une importante collection d'antiquités, des statues, des bas reliefs et des fragments de toutes origines, qu'il étudie et fait examiner par des chimistes afin de retrouver : « l'usage ou le passage d'un auteur. ». En 1757 il fait publier son recueil d'antiquités égyptiennes, étrusques, grecques et romaines en sept volumes, dont la destination, tel qu'il l'exprime dans son avertissement au tome 1 : « consiste à étudier fidèlement l'esprit et la main de l'artiste, à se pénétrer de ses vues, à le suivre dans l'exécution, en un mot à regarder ces monumens comme la preuve de l'expression du goût qui régnait dans un siècle et dans un pays. ».
Né en 1711, fils d'un cordonnier de Stendhal en Prusse, Johann Joachim Winckelmann va successivement faire des études de théologie, de médecine et de mathématique à Halle et Iéna, et commence sa carrière comme assistant du recteur de Seehausen. En 1748, il est bibliothécaire auprès du comte de Büneau à Nöthnitz (de) près de Dresde, et rencontre le cardinal Passionei, nonce du pape auprès de l'électeur de Saxe, qui devient son protecteur. Winckelmann trouve sa vocation d'archéologue en découvrant la vaste collection d'antiques d'Auguste III l'électeur de Saxe, provenant des fouilles d'Herculanum. En 1755 il rédige et publie son premier ouvrage Réflexions sur l'imitation des œuvres grecques dans la sculpture et la peinture (Gedanken über die Nachahmung der griechischen Werke in der Malerei und Bildhauerkunst), court essai où il impose sa vision d'un modèle idéal de l'art grec antique qu'il faut suivre dans la peinture et la sculpture, et qui jette les bases théoriques du néo-classicisme. L'ouvrage immédiatement traduit et réédité, permet de faire connaitre son auteur, et lui offre l'oportunité de se rendre en Italie. Son ouvrage a un important impact en Europe, l'auteur préconisant d'abandonner les fantaisies du rococo pour prendre modèle sur l'art de l'antiquité, représentant un idéal formel qui a traversé toutes les époques, et ayant inspiré les artistes de la Renaissance. L'ouvrage devient une source pour les peintres et sculpteurs, et trouve son application pratique avec la fresque du Parnasse d'Anton Raphael Mengs, peintre et ami de Winckelmann, qui traduit dans ce plafond destiné à la villa Albani, l'idéal de naturel qui caractérise l'art de l'antiquité selon ce que défendait l'archéologie prussien. Faisant sienne la réflexion du peintre Raphaël : « la véritable beauté se trouve rarement unie dans une seule personne, particulièrement chez la femme. », Winckelmann instaure dans ses écrits, la théorie du « beau idéal », destinée à la représentation du corps humain. Pour l'archéologue, l'artiste se doit d'écarter tout élément trivial, pour ne retenir dans différents modèles observés de l'antique, les seules parties exprimant la perfection, et de ces différentes parties, doit résulter une vision idéalisée du corps humain.

## Architecture

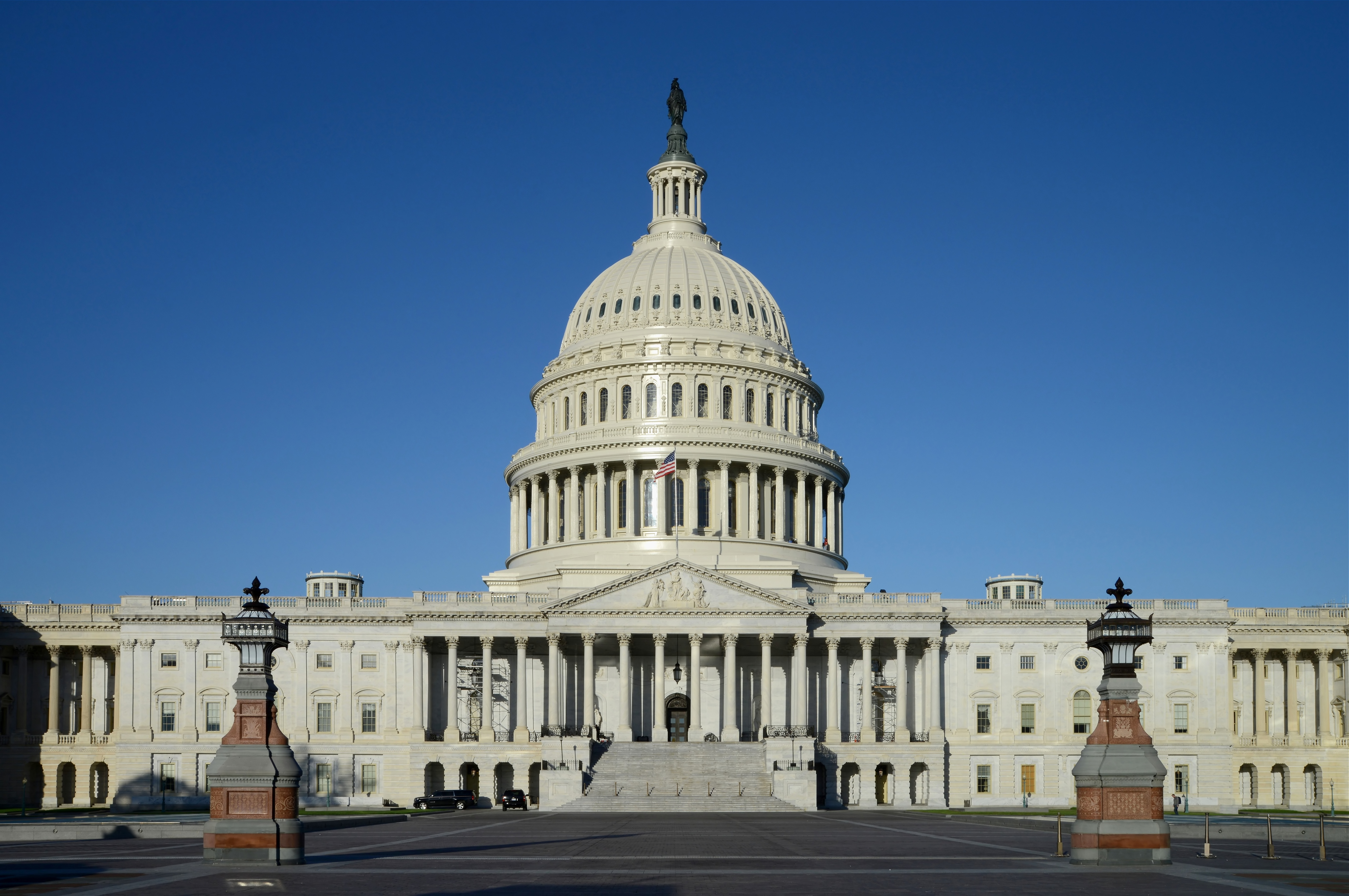
William Thornton, Benjamin Henry Latrobe, et Charles Bulfinch, vue du Capitole des États-Unis.

En architecture le néo-classicisme s'exprime dans une diversité de style, allant du palladianisme inspiré de la Renaissance elle-même se basant sur les principes de Vitruve, qui apparait en Angleterre et influence l'architecture américaine, jusqu'au style Empire qui marque une normalisation vers l'austérité et la monumentalité de l'architecture impériale romaine, en passant par la prééminence du style grec en Allemagne et en Angleterre.

### Palladianisme en Angleterre
L'ouvrage du théoricien Marc-Antoine Laugier Essai sur l'architecture de 1753, a une grande influence sur les architectes du XVIIIe siècle. Basé sur les principes de Vitruve, il propose comme base de toute architecture la « cabane primitive », une construction reposant sur des poutres et des troncs qui forment la construction fondamentale. Le premier style d'architecture néo-classique est le palladianisme qui apparait en Angleterre et rompt avec le baroque en proposant un retour à l'architecture classique inspirée des idées d'Andrea Palladio et du modèle de sa villa Rotonda, sous l'impulsion des architectes Colen Campbell et Richard Boyle. Robert Adam marque l'apparition du style « Renouveau classique » en dérivant du palladianisme, par l'inspiration directe du modèle de la Rome antique dont il s'inspire après avoir effectué le voyage à Rome et avoir été en contact avec l'architecte Charles-Louis Clérisseau et le dessinateur et graveur Piranèse. Il publie Ruins of the palace of the emperor Diocletian at Spalatro in Dalmatia qui est à la base du style Adam représentatif des intérieurs néo-classique en vogue en 1760.

### Renouveau grec
L'ouvrage the Antiquities of Athens (1762) de James Stuart et Nicholas Revett, rédigé après leur voyage en Grèce en 1751, marque en architecture le « renouveau grec », en affirmant la prééminence du modèle athénien sur le modèle romain, prééminence soutenue par l'archéologue Johann Joachim Winckelmann qui découvre que la plupart des œuvres de l'antiquité romaine sont en fait inspirées du modèle grec. Ce style architectural s'impose en Angleterre notamment avec l'exemple du British Museum, et en Allemagne sous l'influence de Winckelmann, il s'observe dans l'architecture du Altes Museum de Berlin. Le sublime, théorie esthétique défendue par Edmund Burke et qui s'oppose au beau idéal défendu par Winckelman, trouve son expression architecturale à la fin du XVIIIe siècle dans les travaux utopistes des architectes Étienne-Louis Boullée et Claude-Nicolas Ledoux, qui proposent une architecture néo-classique de plus en plus épurée, en se basant sur des formes géométriques fondamentales. L'un des exemples les plus radicaux est le projet par Boullée d'un cénotaphe pour Isaac Newton, constituée d'une sphère géante de 150 mètres. Ces idées influencent Jean-Nicolas-Louis Durand pionnier de l'architecture modulaire.

### Style Empire en France
La période napoléonienne est marquée en France par la prééminence du style Empire représenté par une architecture austère, qui prend modèle sur le classicisme romain. Le duo d'architectes Charles Percier et Pierre Fontaine devient le fer de lance de ce style, en délaissant les innovations de Ledoux et Boullée, pour revenir à la sévérité des monuments impériaux romains, donnant naissance à toute une architecture officielle, constituée entre autres d'arcs de triomphe, de colonnes, de bâtiments officiels. Le style Empire se caractérise par sa monumentalité, sa prédilection pour l'ordre corinthien et sa simplicité rationnelle. La colonne Vendôme, l'Arc de triomphe du Carrousel, ainsi que l'église de la Madeleine de Pierre-Alexandre Vignon en donnent des exemples significatifs.

### Architecture du paysage en Angleterre
Dans le domaine de l'architecture et de l'architecture du paysage le style pittoresque connait une vogue en Angleterre sous l'influence du théoricien Uvedale Price, mis en pratique par Richard Payne-Knight qui conçoit le manoir de Downton Castle qui s'inspire à la fois des peintures de Nicolas Poussin et de Claude Le Lorrain. Les bâtiments pittoresques sont marqués par l’asymétrie et leurs aspects rustiques, voire par le pastiche avec de fausses ruines comme le château de Hagley Hall dans le Worcestershire. En France l'exemple représentatif du style pittoresque est le hameau de la Reine au petit Trianon de Versailles conçu par Richard Mique.

### Style fédéral aux États-Unis
Le style fédéral est un style architectural néo-classique qui s'est développé aux États-Unis entre 1780 et 1830, et en particulier de 1785 à 1815. Il succède au style georgien. Il constitue une tentative de forger une architecture nationale selon les principes de la démocratie (Athènes antique) et de la République (romaine). La décoration (ellipse, aigle) est minimale et l'ampleur des bâtiments publics et privés devient monumentale. Le style fédéral se fonde sur le palladianisme dont Thomas Jefferson figure parmi les architectes sur le domaine de Monticello, au capitole de l'État de Virginie et à l'université de Virginie. De nombreux édifices publics aux États-Unis furent construits dès la fin du XVIIIe siècle dans ce style, à l'image de la Maison-Blanche. 

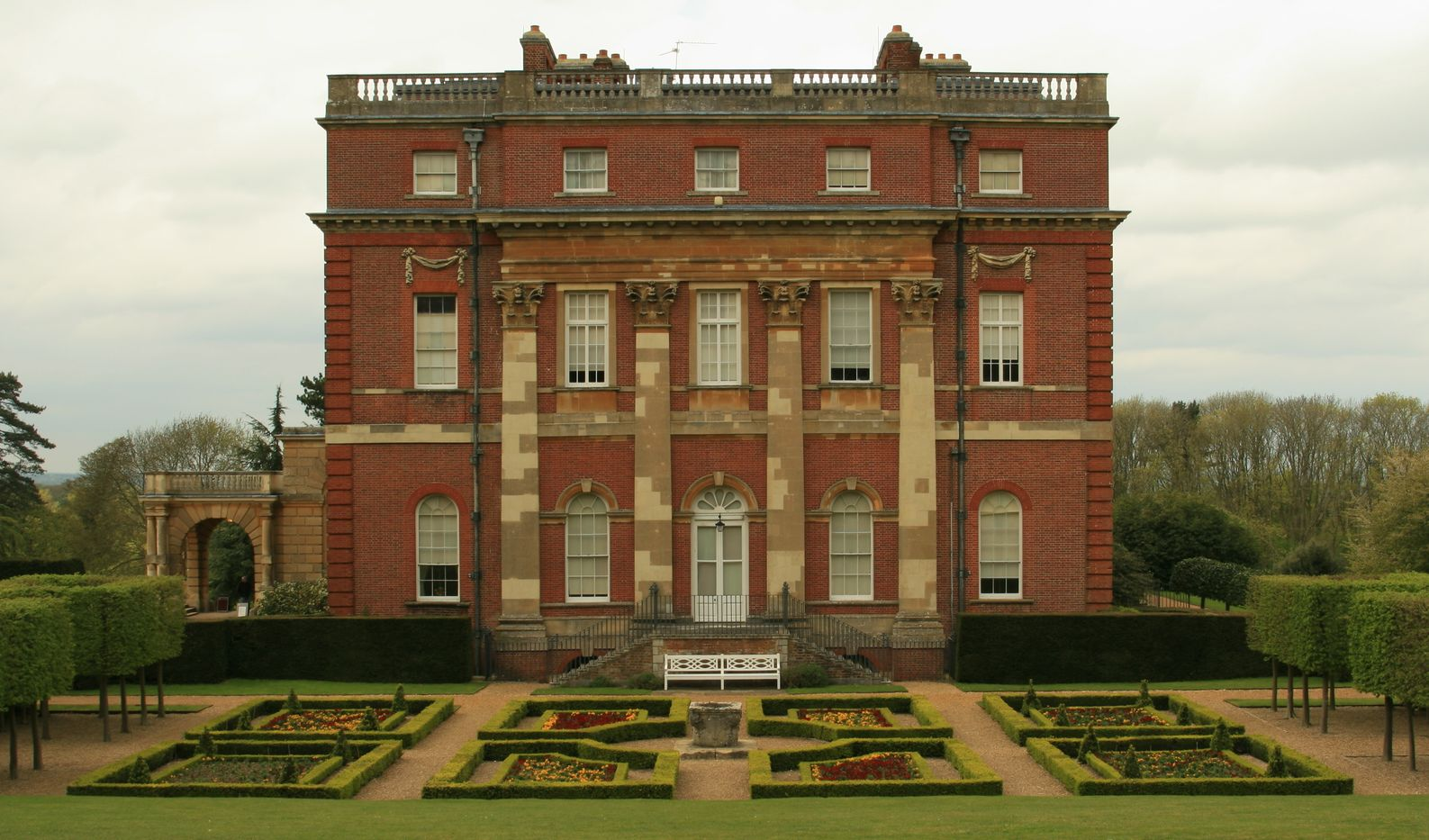
Style Palladien, Giacomo Leoni, Clandon House dans le Surrey, 1730.
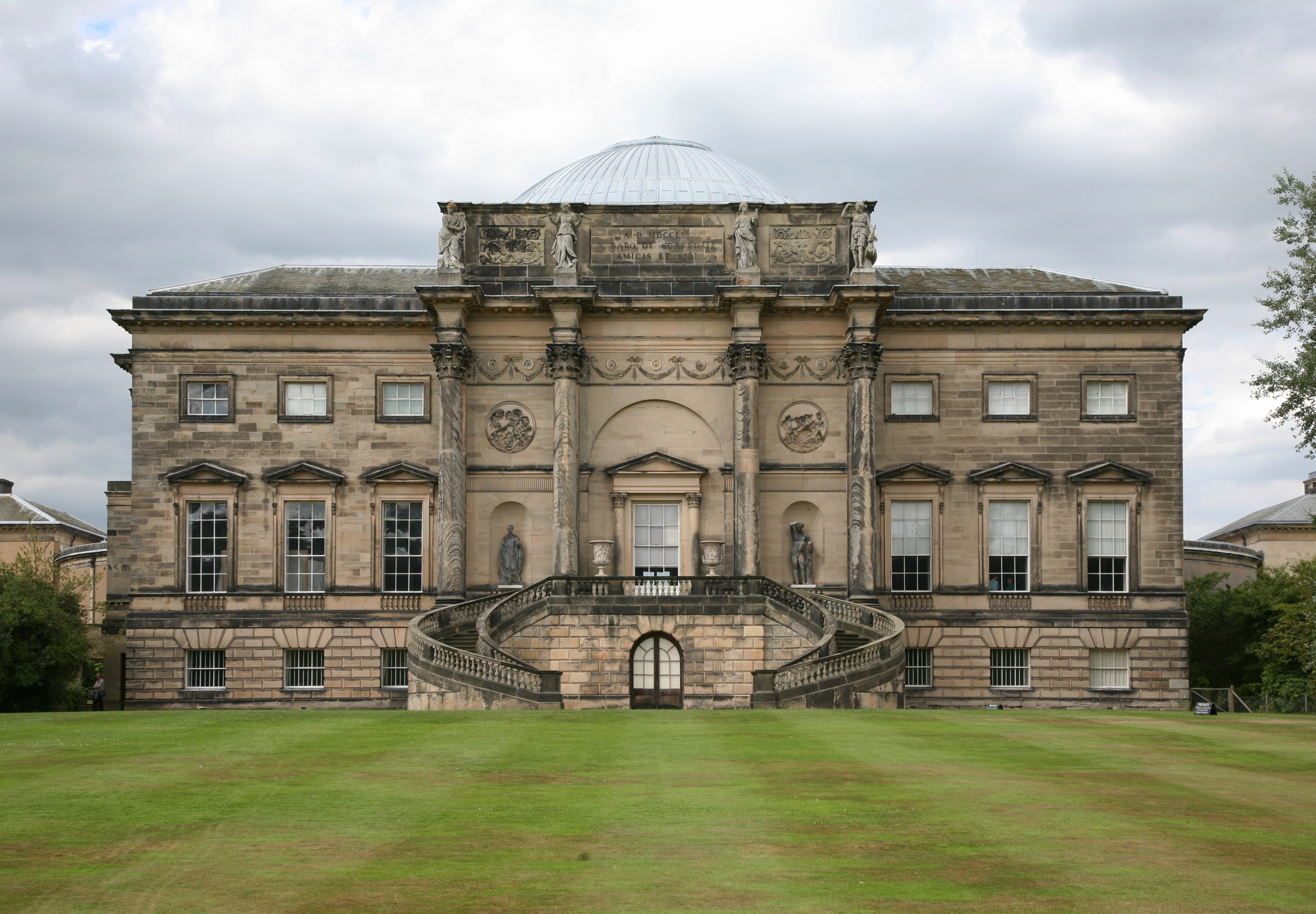
Robert Adam, Kedleston Hall, 1760-1770.
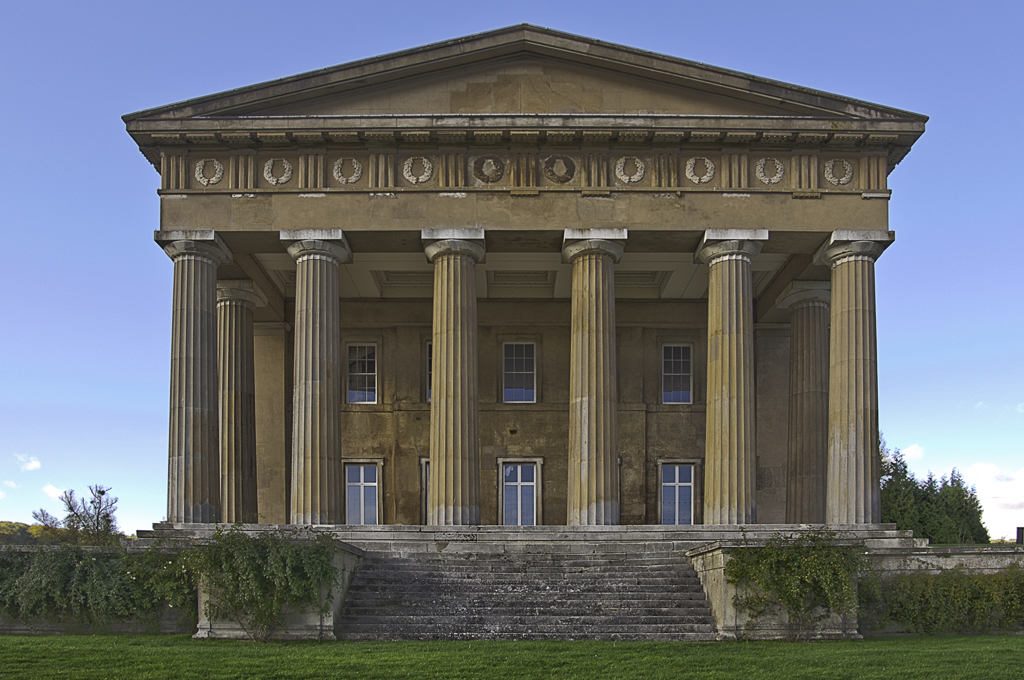
Renouveau grec, William Wilkins, The Grange, Northington, 1804.
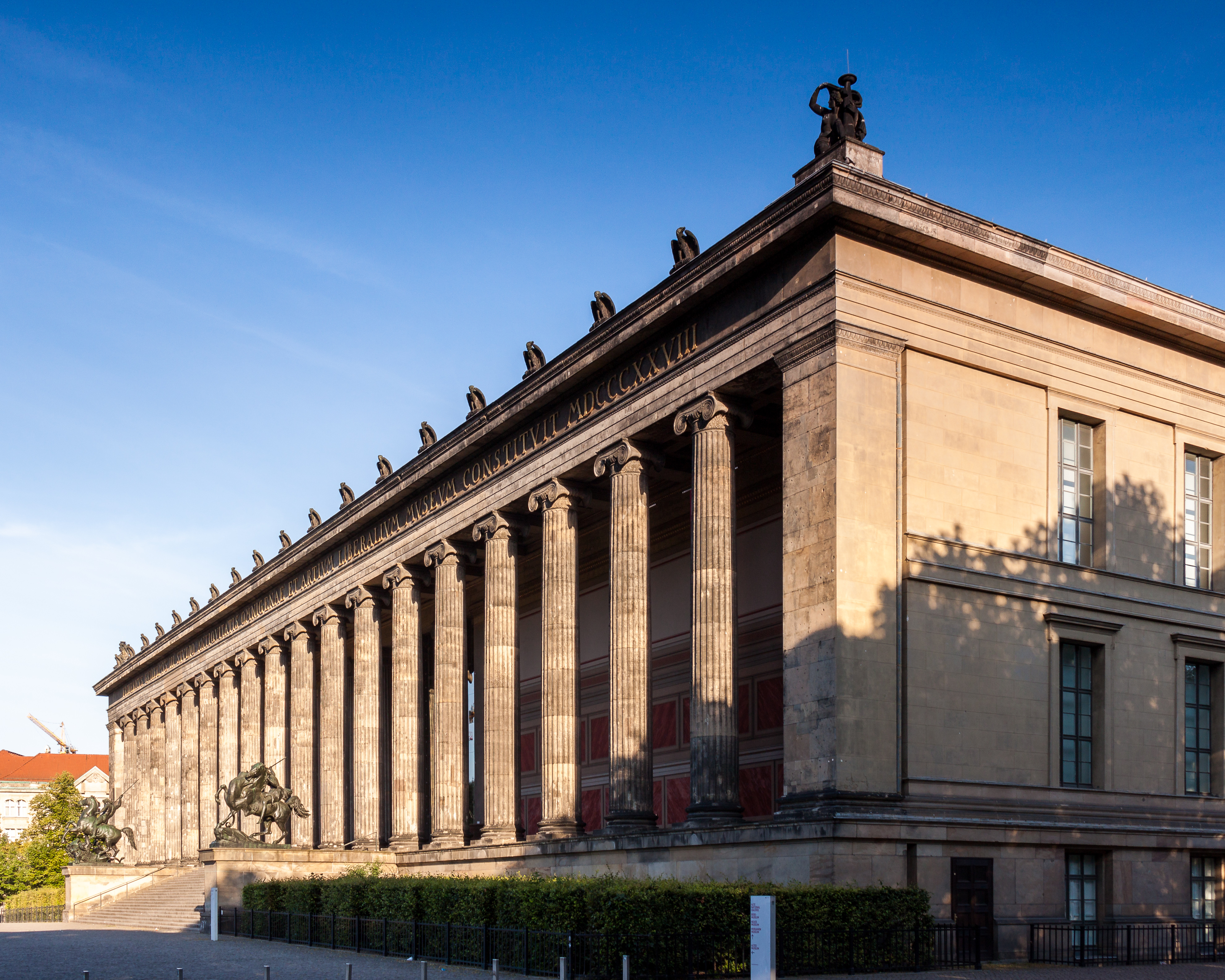
Renouveau grec, Karl Friedrich Schinkel, Altes Museum Berlin, 1823-1830.
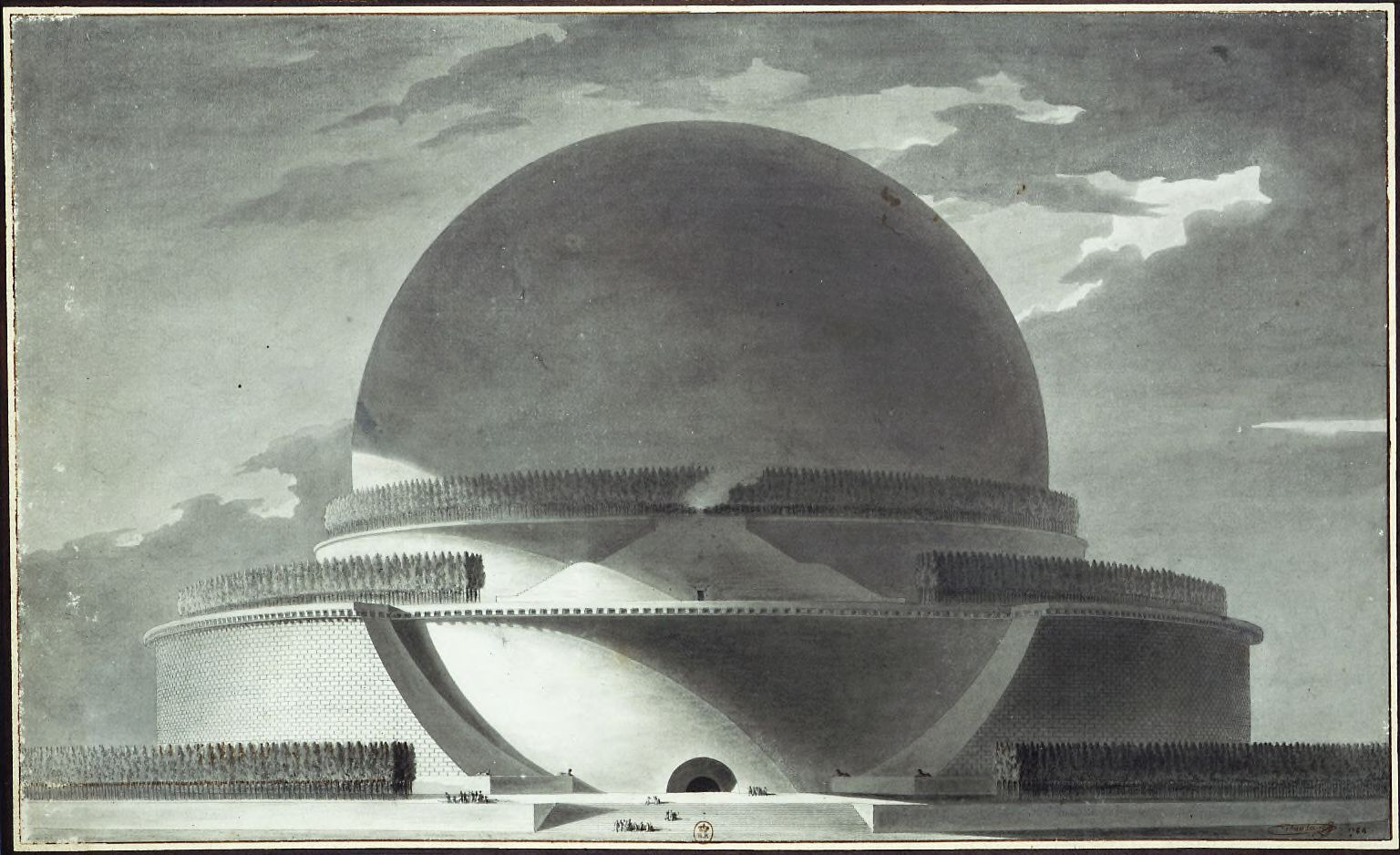
Style sublime, Étienne-Louis Boullée, Cénotaphe de Newton, 1784.
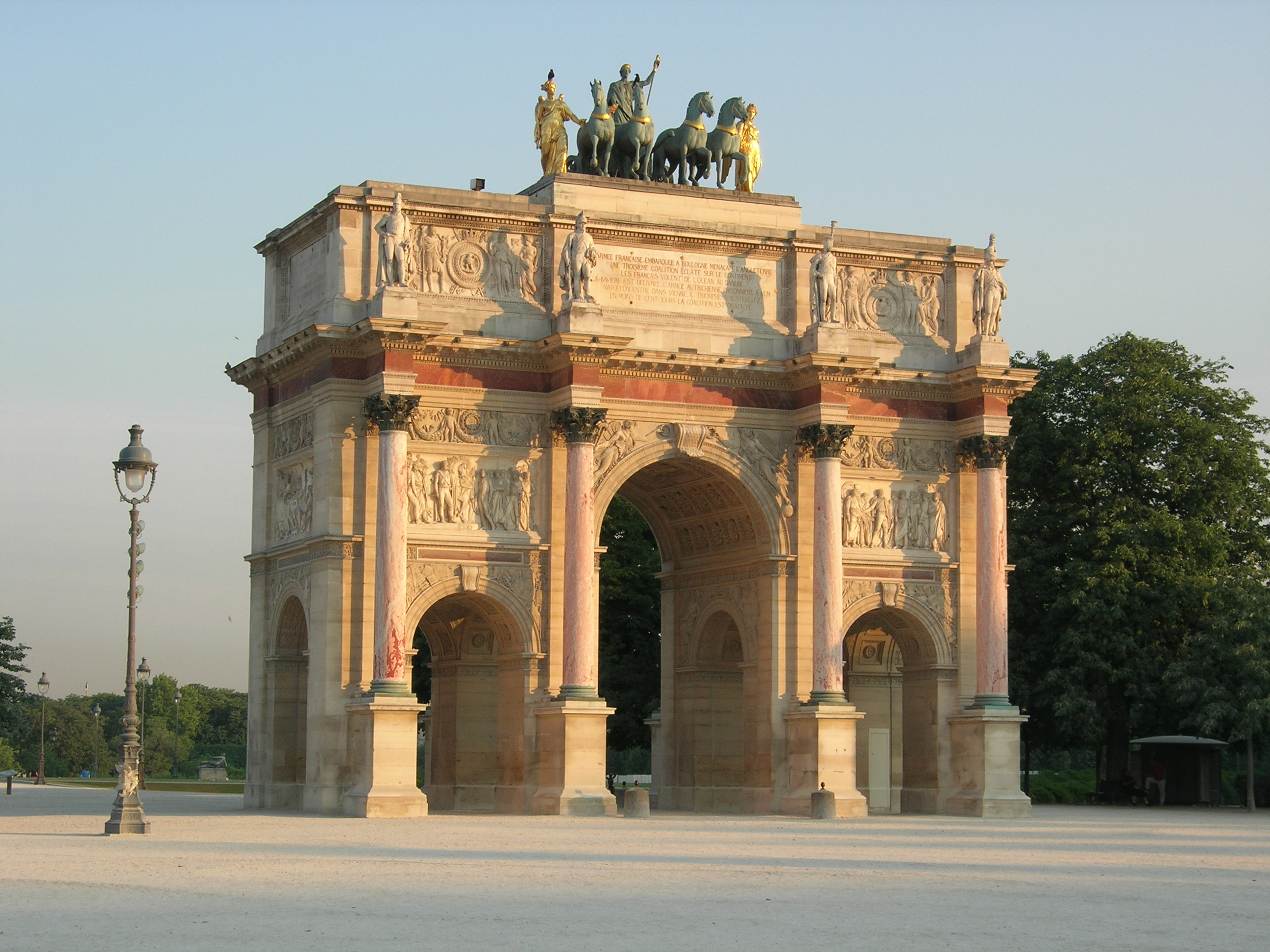
Style Empire, Percier et Fontaine, l'arc de Triomphe du Carrousel, Paris, 1806-1808.
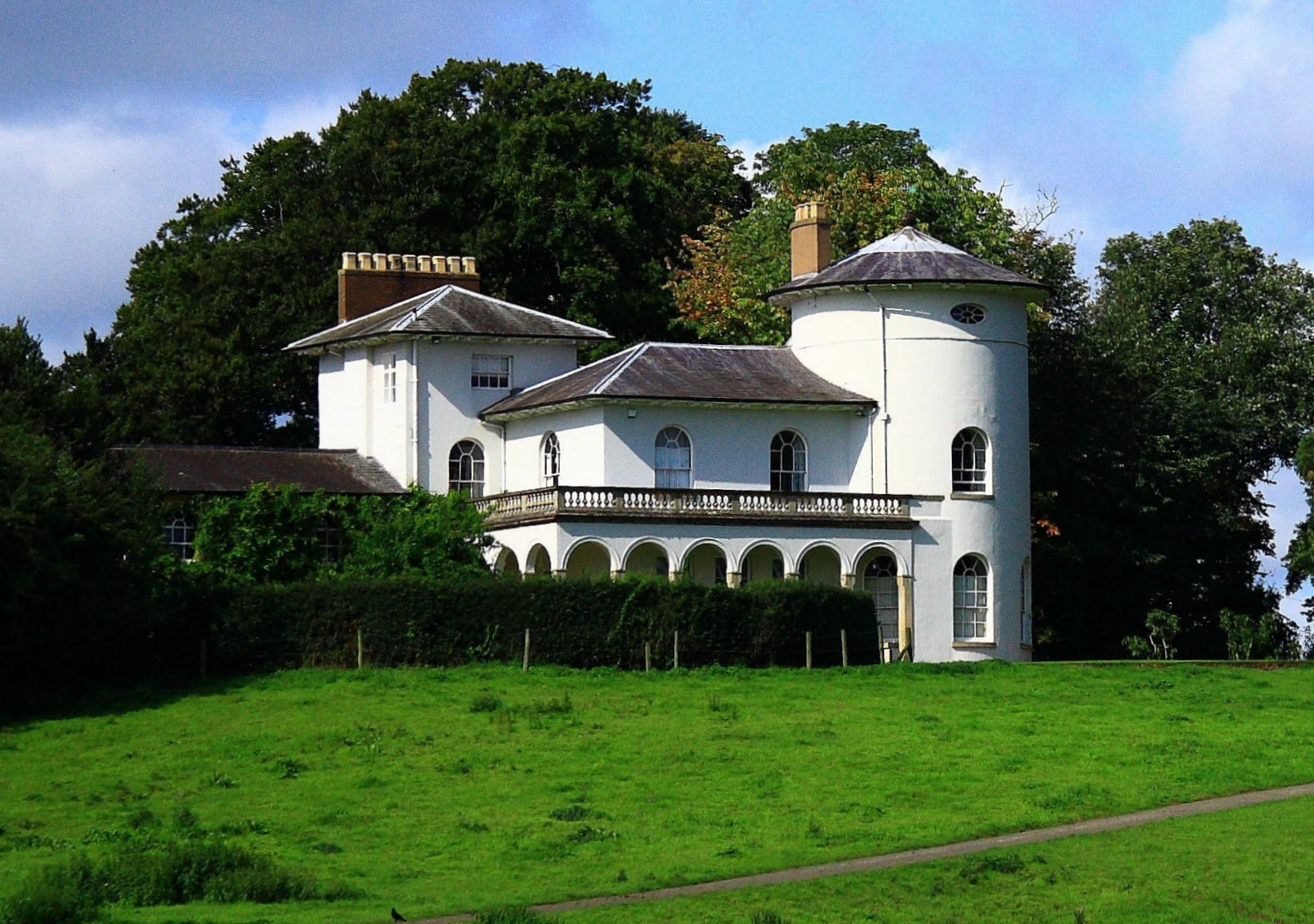
Pittoresque, John Nash, villa Cronkhill, 1802-1805.
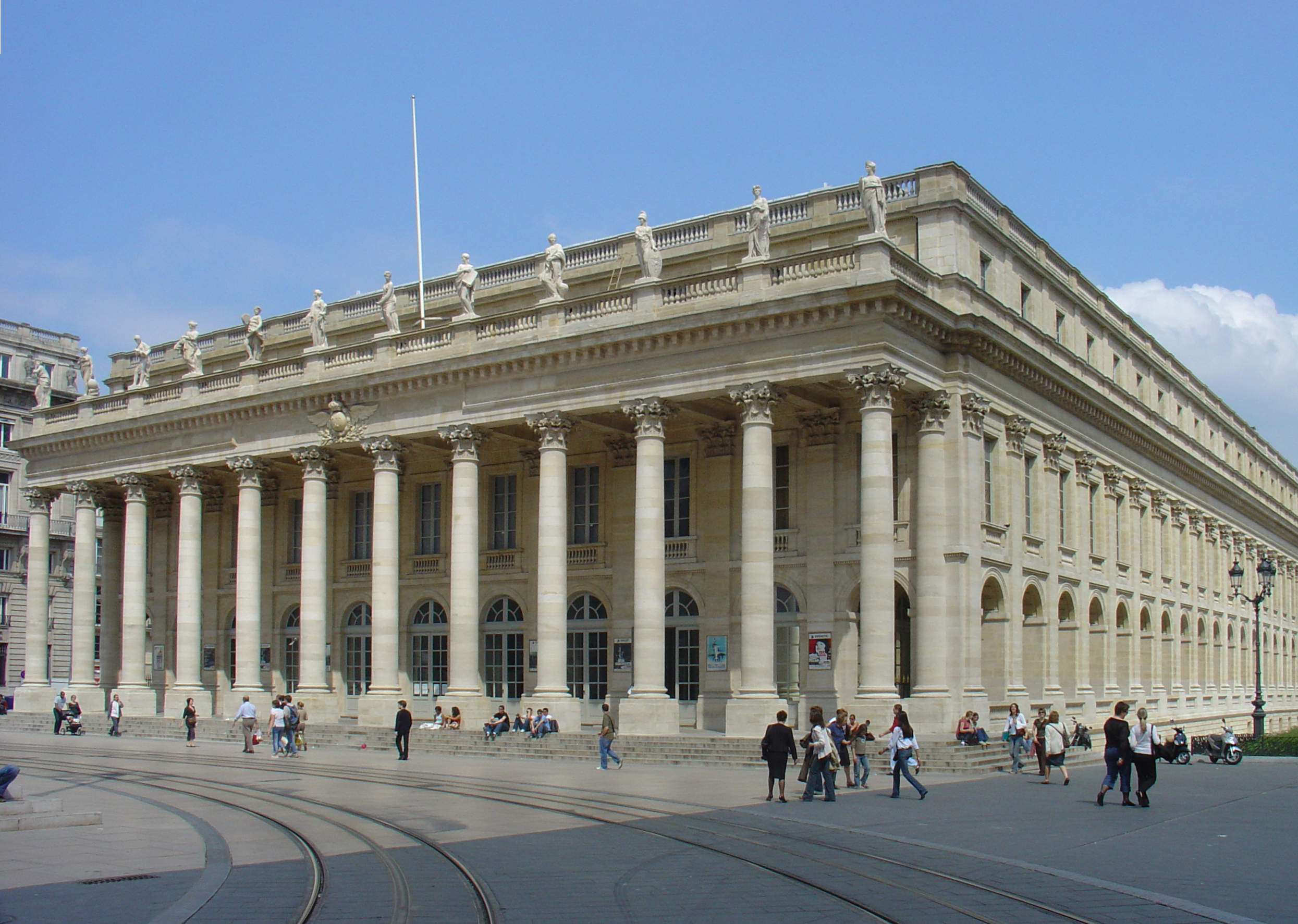
Le Grand-Théâtre de Bordeaux (1780).

## Sculpture

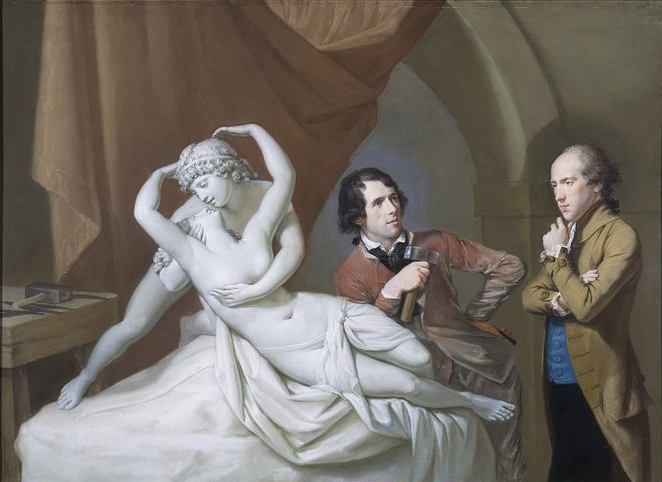
Antonio Canova dans son atelier avec Henry Tresham et un modèle en plâtre de Psychée ranimée par le baiser de l'amour (peinture de Hugh Douglas Hamilton).

Le style néo-classique en sculpture s'installe progressivement en commençant par une période de transition qui voit chez certains sculpteurs l'abandon des styles baroques et rococos pour se tourner vers l'antique, suivant ce que le comte de Caylus appelle le « retour à la raison ». Dès 1745 Edmé Bouchardon adopte une manière plus classique pour sa fontaine des Quatre-saisons à Paris, et représente en 1748 Louis XV en empereur romain pour la statue équestre destinée à la place Louis XV (actuelle place de la Concorde). Les représentants de cette transition comme Bouchardon, Jean-Baptiste Pigalle et Augustin Pajou témoignaient encore dans leurs œuvres d'une sentimentalité et d'un caractère théâtral, comme cela se constate dans le Mausolée du Maréchal de Saxe à Strasbourg. Avec Jean-Antoine Houdon s'affirme plus nettement un classicisme inspiré de l'antique à travers son Voltaire assis et sa Diane chasseresse de 1780.
Les artistes européens qui voyagent à Rome dans le contexte du Grand Tour, et parmi eux les sculpteurs, vont affirmer et fixer le style néo-classique en se confrontant aux vestiges antiques, et en nouant des contacts avec les théoricien du retour à l'antique dont Winckelmann, ou Quatremère de Quincy. Parmi eux le sculpteur suédois Johan Tobias Sergel qui écrit : « À mon arrivée à Rome, je compris qu'il n'y avait d'autre maître à suivre que l'antique et la nature. ». De ce groupe Thomas Banks, ami de Füssli, est le premier sculpteur britannique à adopter le style néo-classique dès 1760 avant son séjour à Rome. Il se conforme aux doctrines de Winckelmann, dans la fidélité aux maîtres anciens, avec sa Mort de Germanicus de 1774, un haut-relief en marbre qui montre l'influence de Poussin et Gavin Hamilton,.
Avec Antonio Canova s'impose le néo-classicisme sculptural qui va dominer à partir de la fin du XVIIIe siècle. De formation autodidacte, admirateur du Bernin, sa rencontre avec le peintre et amateur d'antiquités Gavin Hamilton et le théoricien Quatremère de Quincy le révèle à l'antique. Il en reprend les principes, tout en conservant un caractère naturaliste qui témoigne, dans ses premières œuvres, d'une ambivalence dans son adoption du modèle grec et romain. Il est opposé au recours à la copie des modèles antiques, lui préférant l'originalité de l'inspiration, comme le montre son célèbre groupe Psyché ranimée par le baiser de l'amour (1798). C'est au tournant du XIXe siècle que son style se radicalise alors qu'il est devenu le sculpteur officiel du régime napoléonien. Le danois Bertel Thorvaldsen est l'autre représentant principal du néo-classicisme en sculpture et le rival de Canova. Influencé par les écrits de Winckelmann lors de son séjour à Rome, il est marqué par la sculpture hellénistique, et adopte un style sévère plus statique que celui de Canova, qui le fait surnommer le « nouveau Phidias ». Plus dogmatique que son homologue italien, il s'oppose aux conceptions de ce dernier, dont il reproche l'expressivité. Ces controverses sur des nuances dans le néo-classicisme font naître dans la sculpture deux tendances antagonistes, personnalisées par ces deux sculpteurs.
Le Britannique John Flaxman à la fois dessinateur et sculpteur, poursuit dans la veine d'un néoclassicisme rigoureux, qu'il exprime dans les bas-reliefs, les médaillons et des groupes sculpturaux. Arrivé à Rome en 1787, sa première œuvre importante fut le groupe Les Fureurs d'Athamas sculpté de 1790 à 1794, qui eut un grand succès malgré des faiblesses de styles. Johann Gottfried Schadow, fait partie de la première génération de sculpteurs allemands convertis au néo-classicisme. Son séjour à Rome en 1785 le fit approcher Canova. À son retour de Rome, il réalisa le quadrige de la porte de Brandebourg, fait en cuivre repoussé sur modèles en bois. Son style naturaliste, éloigné de l'austérité d'un Thorvaldsen, caractérise l'originalité de ses sculptures, dont l'une des plus célèbres est le groupe de marbre représentant Les princesses Louise et Frédérique de Prusse sculpté en 1796, inspiré du groupe antique de San Ildefonso représentant Castor et Pollux, transposant la pose et montrant ses modèles habillés à la manière grecque. Il est fidèle en cela à l'idéal de grâce de la statuaire hellénistique prôné par Winckelmann. Son contemporain Johann Heinrich Dannecker, séjourna aussi à Rome où il rencontra Canova dont l'œuvre le marqua profondément. Son chef-d'œuvre est un groupe sculpté en marbre, sans commanditaire, Ariane chevauchant une panthère considéré comme la sculpture allemande la plus populaire du XIXe siècle. En Autriche, le principal représentant de la sculpture néo-classique est Franz Anton von Zauner. Lors de son apprentissage sous l'enseignement de Jacob-Christoph Schletterer, il découvre la sculpture antique. Après un séjour à Rome il fit plusieurs copies, dont une de l'Apollon du Belvédere. Son œuvre la plus importante fut la statue équestre de Joseph II réalisée en bronze de 1795 à 1800.
En Espagne, la sculpture néo-classique est représentée par l'Andalou José Álvarez y Cubero et les Catalans Damià Campeny et Antonio Solá. À Rome, Campeny fait la rencontre d'Antonio Canova qui inspirera son œuvre. De retour à Barcelone, il reprend sa plus célèbre sculpture : La Mort de Lucrèce, commencée en plâtre en 1804, et réalisée en marbre trente années plus tard en 1834. L'œuvre témoigne de l'influence de Canova et du style néo-classique, notamment dans le traitement du corps dénudé.

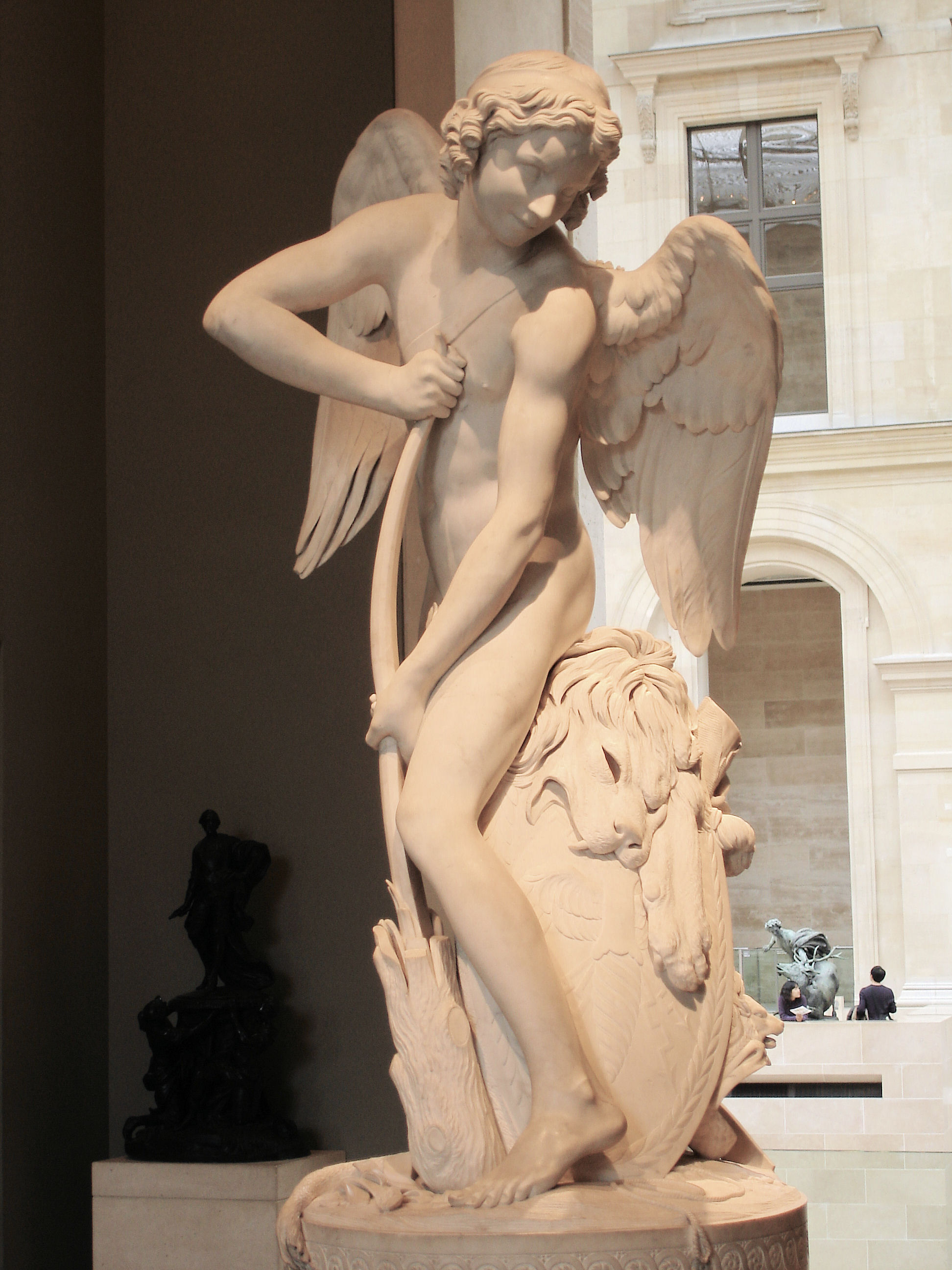
Edmé Bouchardon, Cupidon se faisant un arc de la massue d'Hercule, 1761.
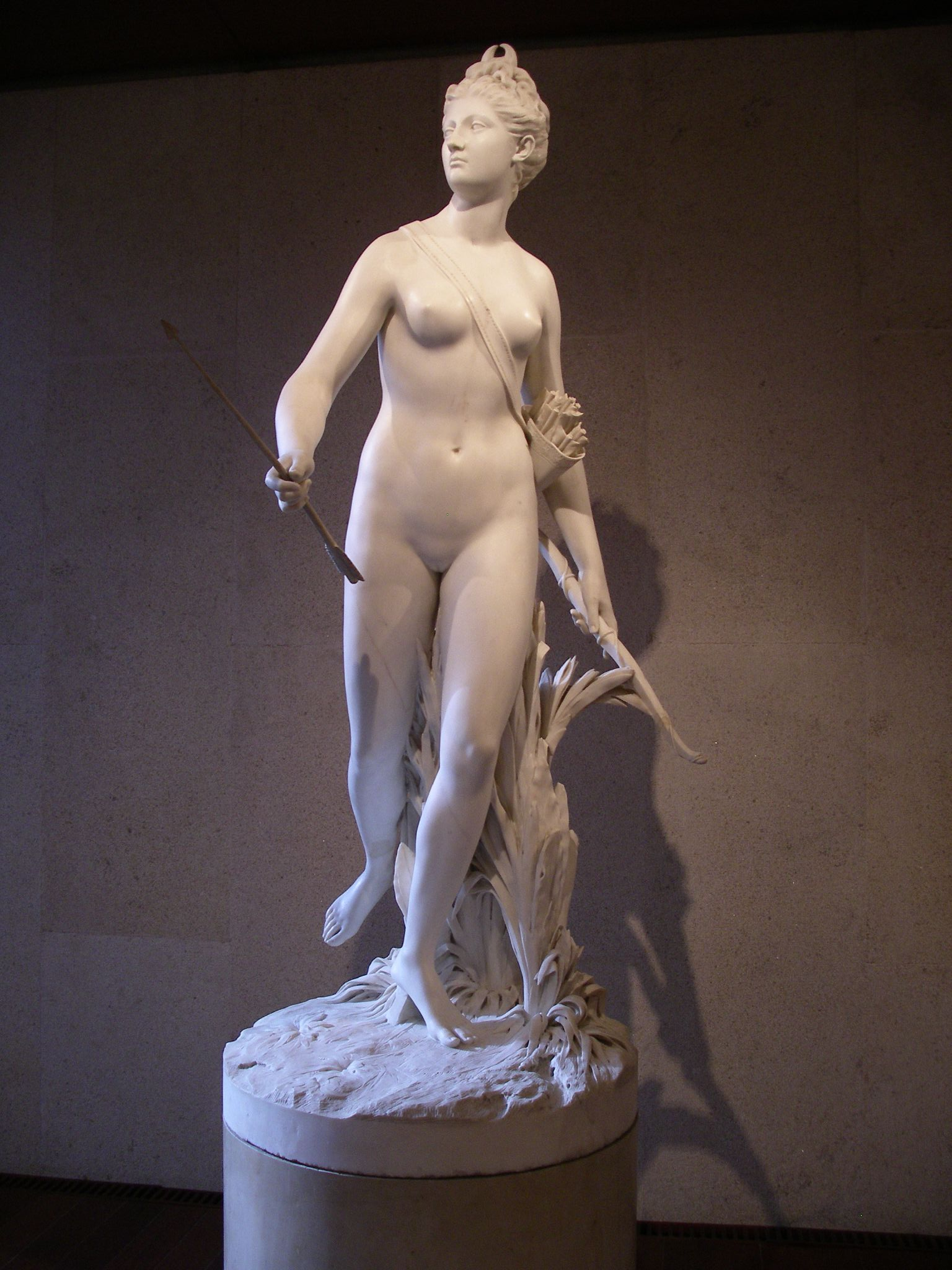
Houdon, Diane chasseresse, 1780.
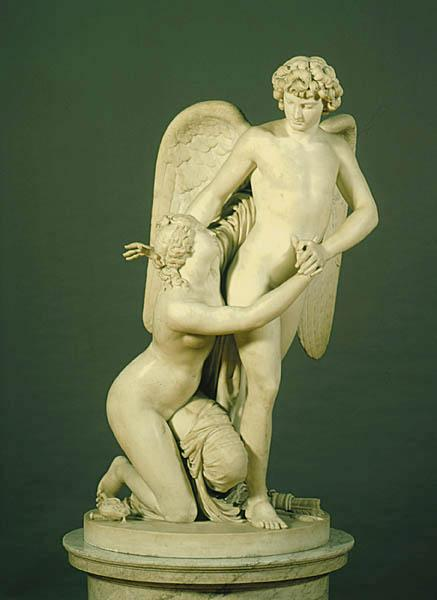
Johan Tobias Sergel, Amour et Psyché, 1787, Nationalmuseum Stockholm.
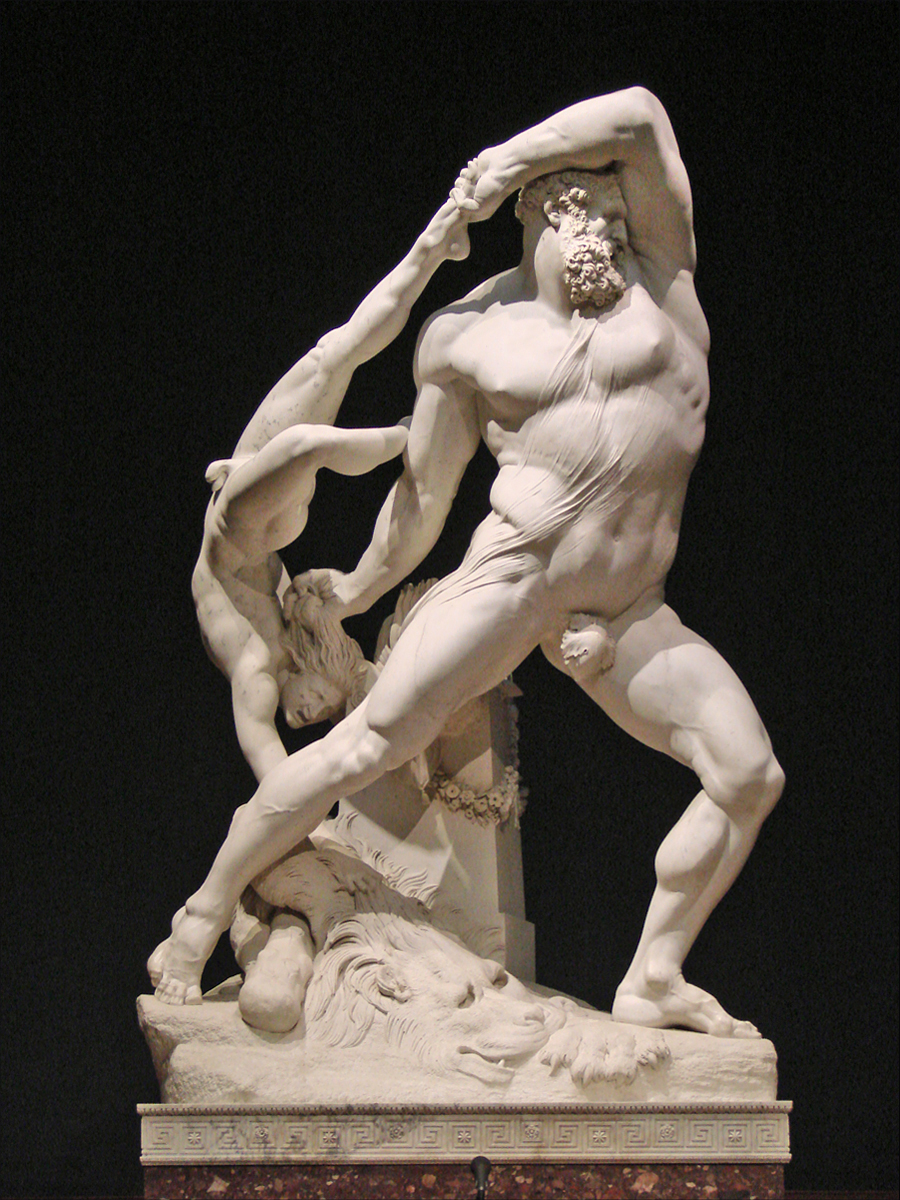
Antonio Canova, Hercule et Lichas, 1815.
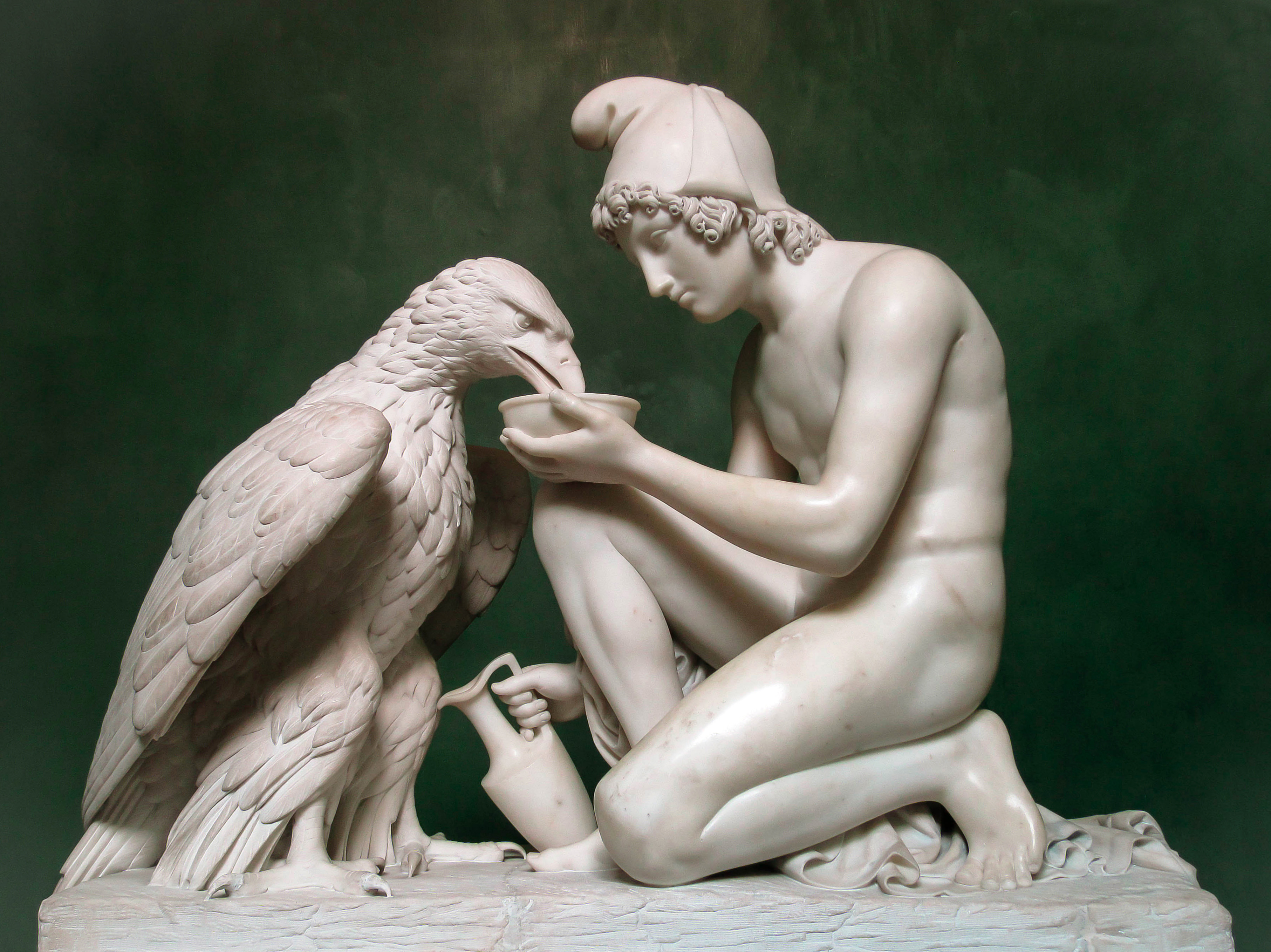
Bertel Thorvaldsen, Ganymède et l'aigle de Jupiter.
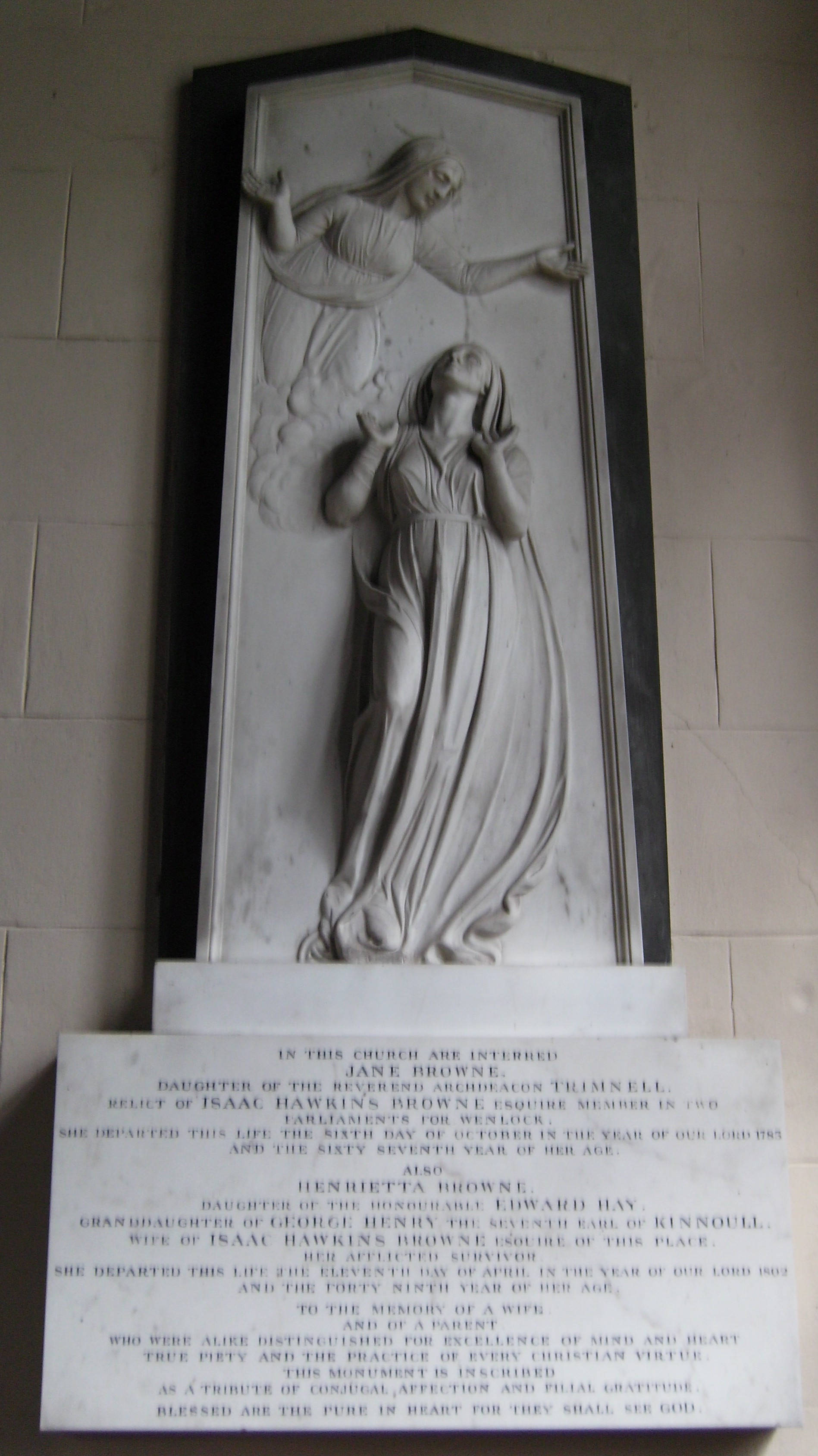
John Flaxman, Memorial à Jane et Henrietta Browne.
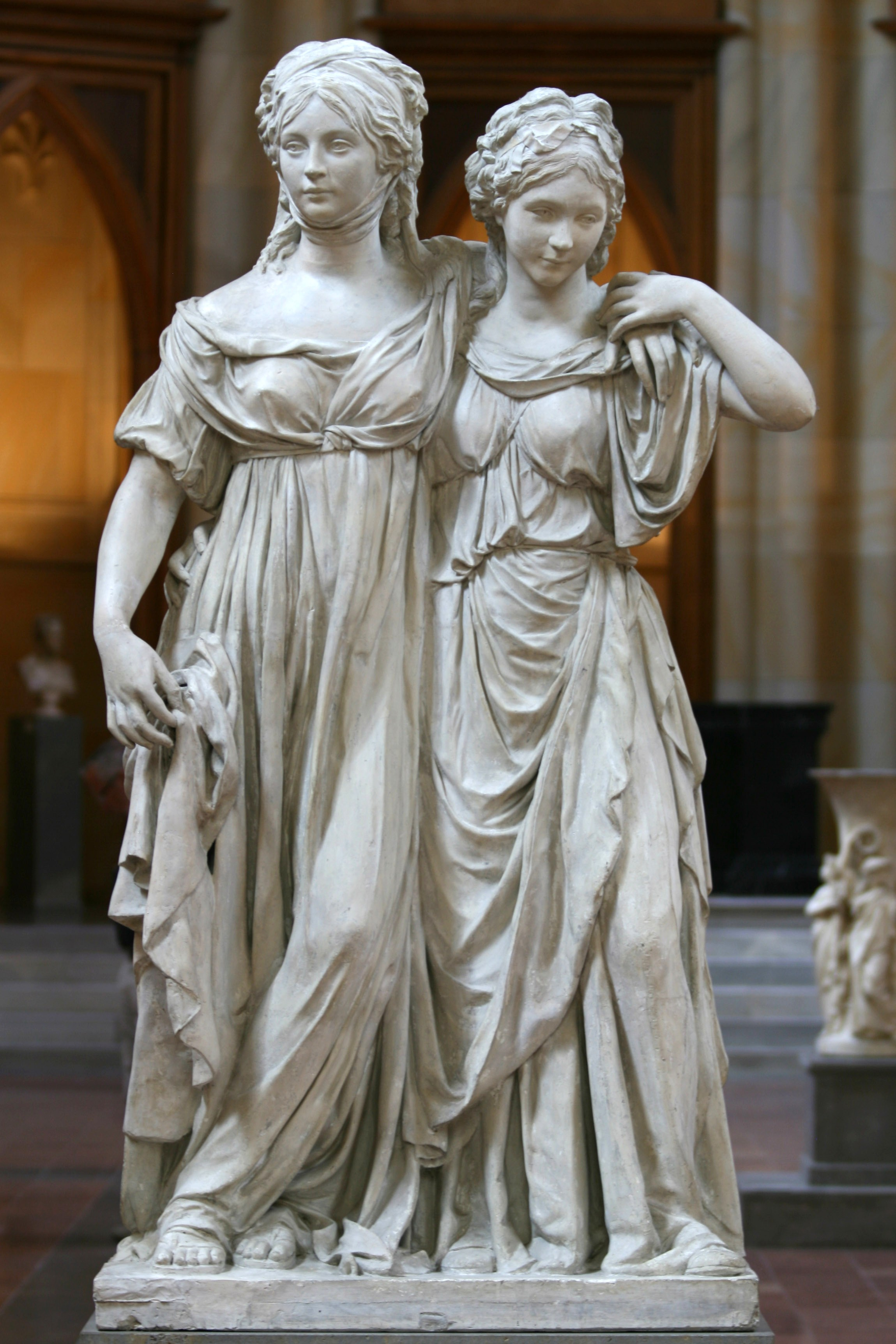
Johann Gottfried Schadow, Les princesses Louise et Frédérique de Prusse, 1795, Staatliche museum Berlin.
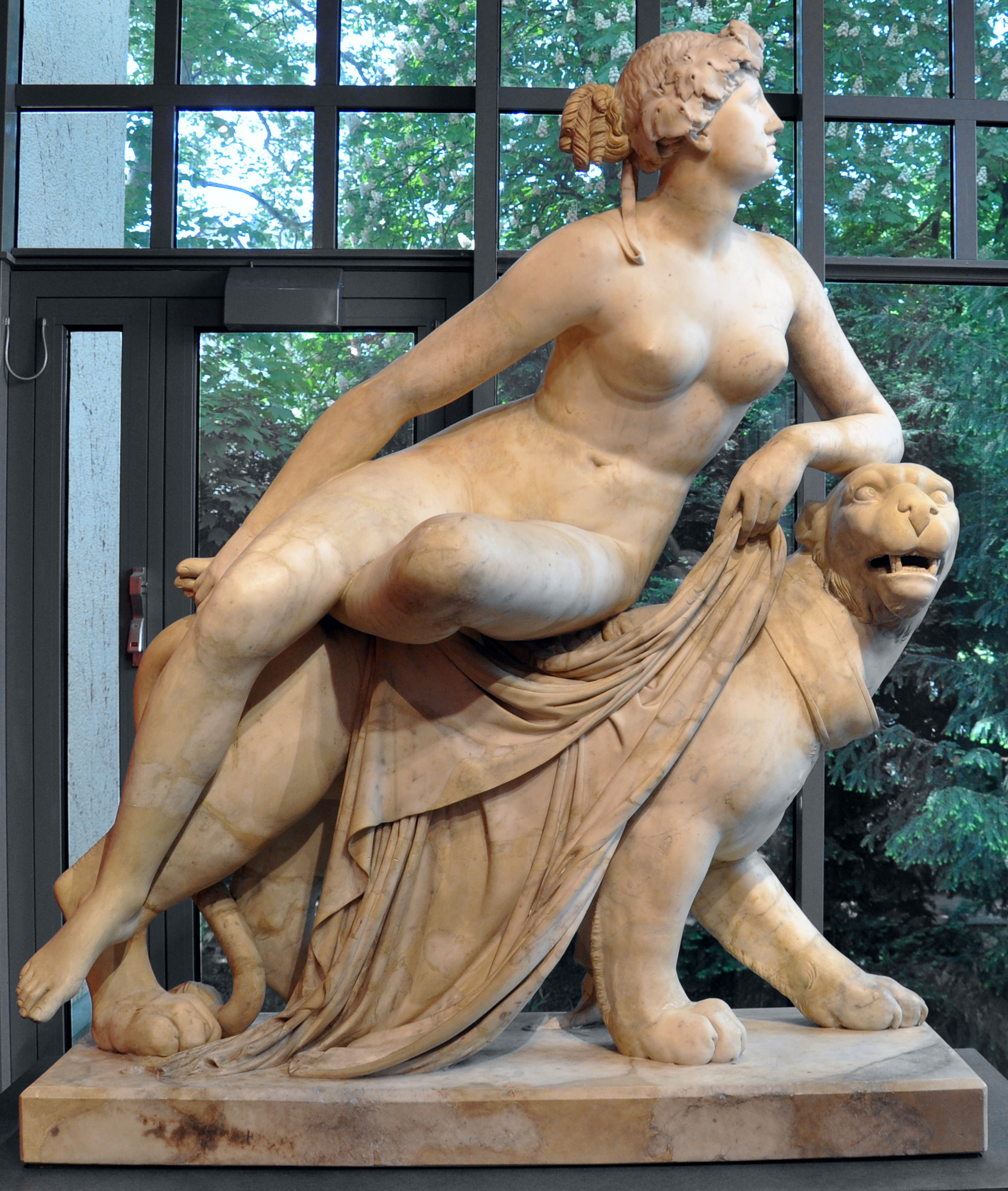
Johann Heinrich Dannecker Ariane chevauchant une panthère, 1812.
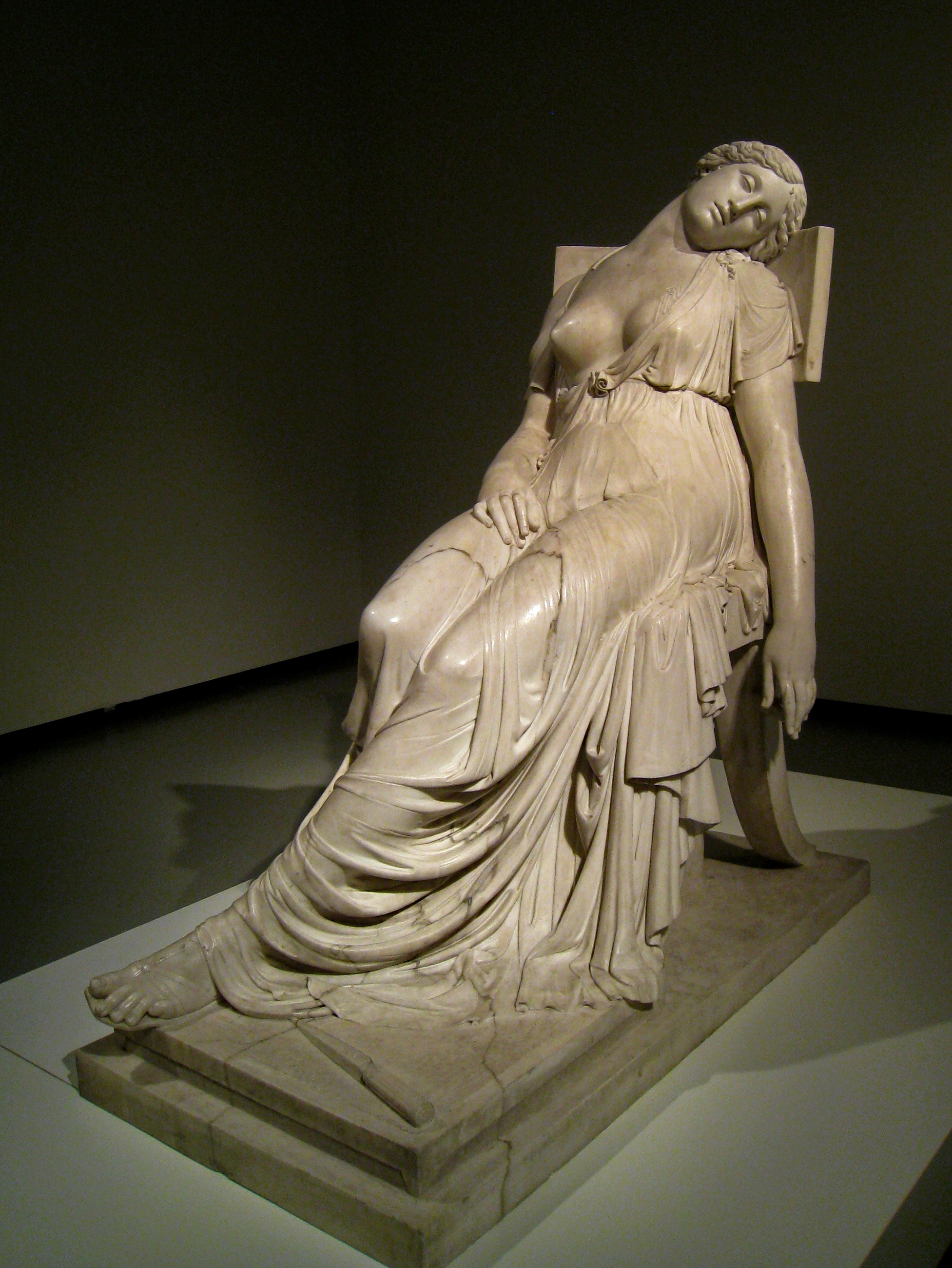
Damià Campeny, La mort de Lucrèce, 1804.
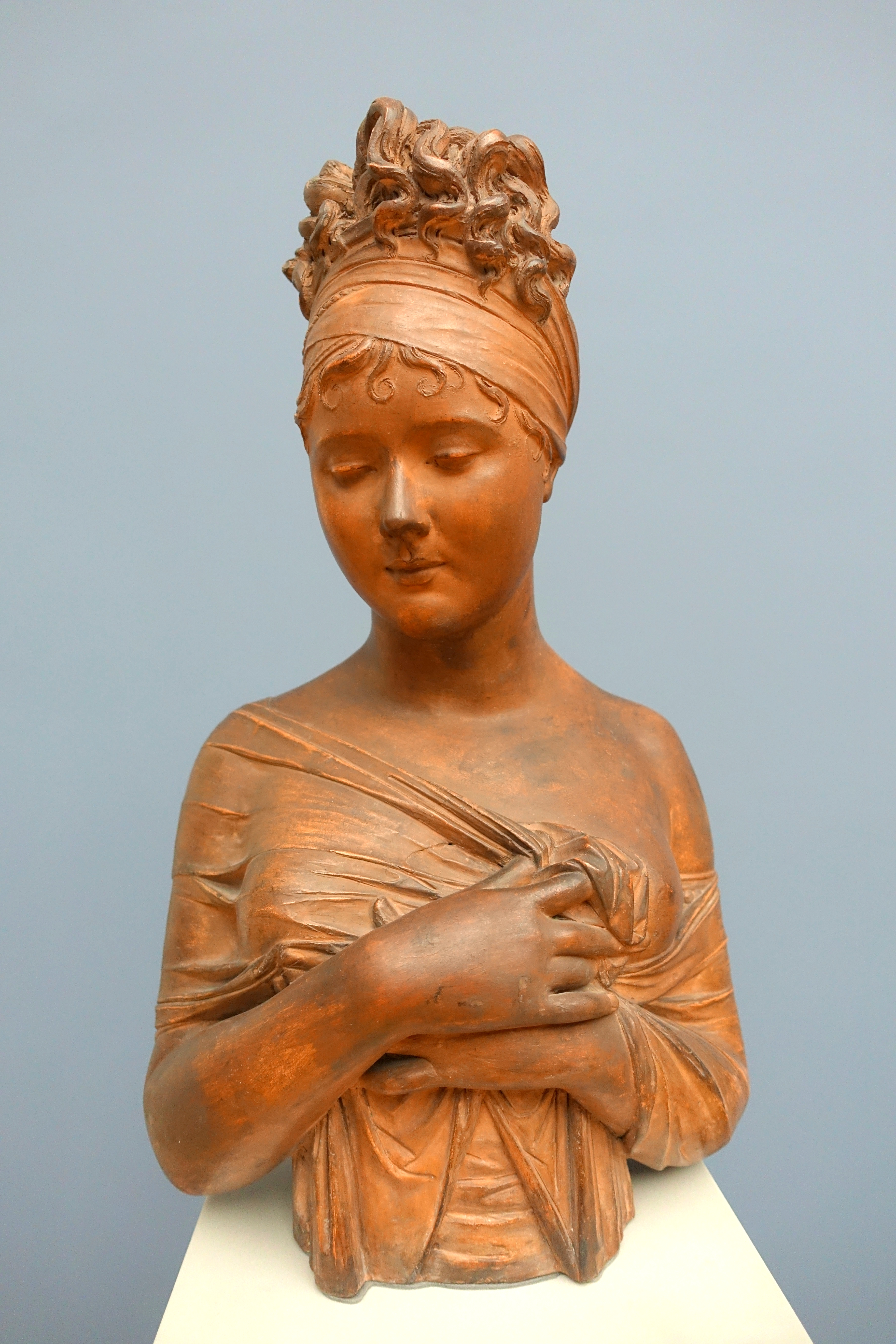
Joseph Chinard, Juliette Récamier, 1803, musée de Bode.
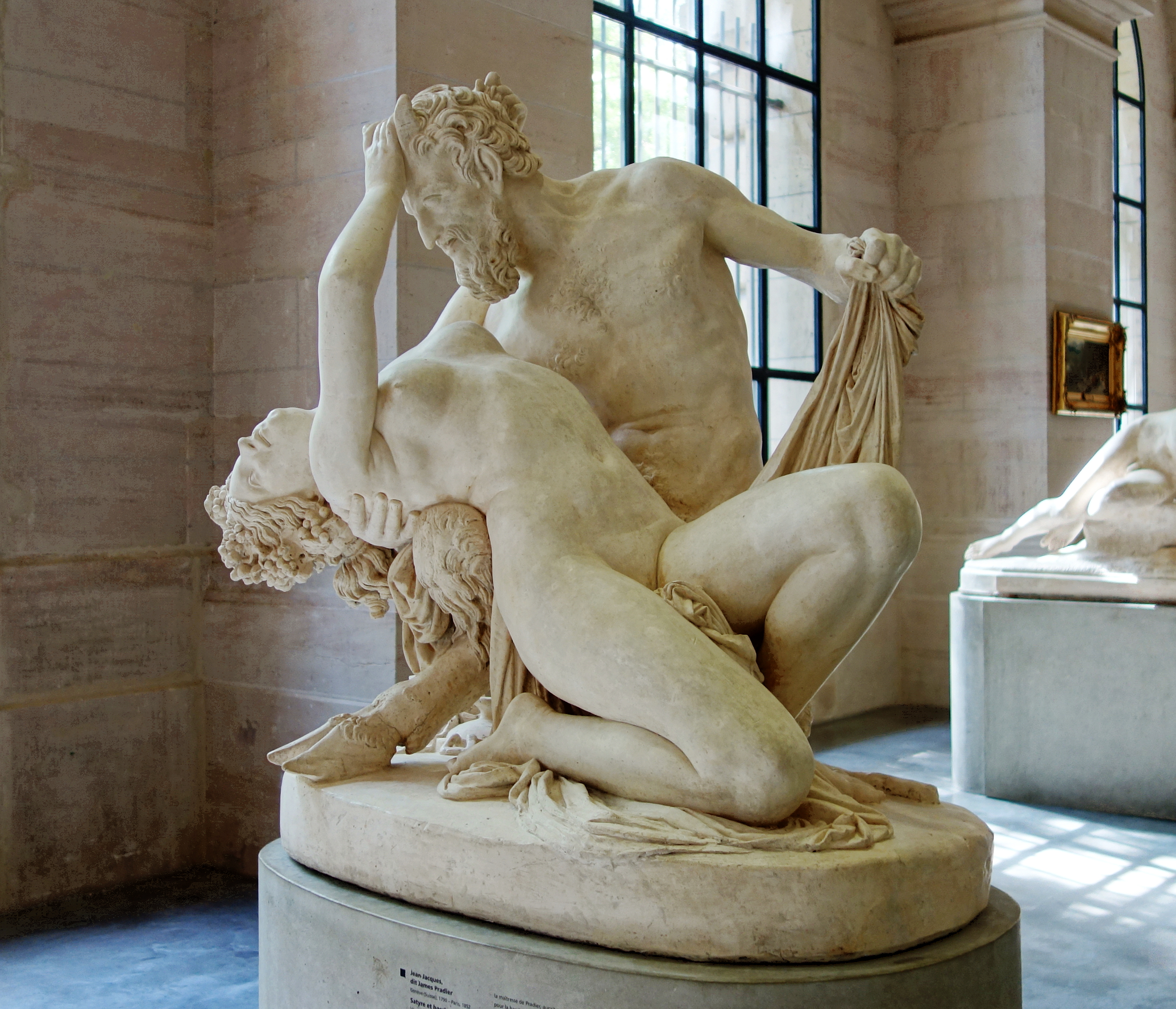
James Pradier, Satyre et bacchante, 1833, musée des Beaux-Arts de Lille.
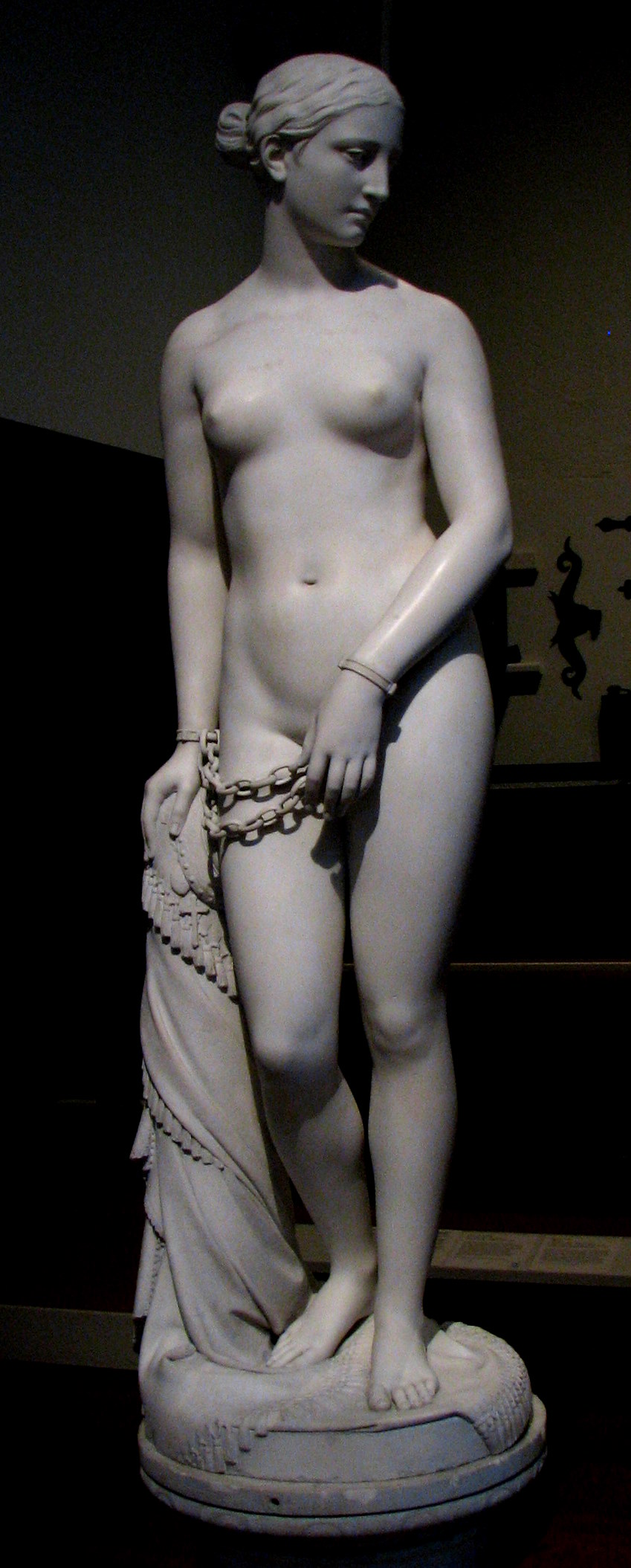
Hiram Powers, L'esclave grecque, 1851.

## Peinture

J.-L. David, Le Serment des Horaces, 1784, musée du Louvre, Paris.

En peinture le néo-classicisme apparaît au début des années 1760. Deux artistes préfigurent le néo-classicisme Pompeo Batoni issu du classicisme romain et Joseph-Marie Vien qui vient du rococo. Anton Raphael Mengs premier chef de file du mouvement en peinture, est le peintre qui fut le plus étroitement lié aux théories esthétiques prônées par Winckelman, sa grande fresque le Parnasse résulte d'une collaboration avec l'archéologue et théoricien allemand, et présente les caractéristiques de ce style en peinture, par l'orthogonalité générale de la scène, des thèmes inspirés par l'Antiquité grecque et romaine, la forme et la ligne primant sur la couleur, et l'absence de profondeur donnant à l'ensemble l'aspect d'un bas-relief.
Trois autres peintres participent à l'essor de ce courant pictural : Angelica Kauffmann, Gavin Hamilton, et Benjamin West. Mouvement apparu à Rome, les artistes italiens suivent le mouvement initié par Batoni, quatre artistes sont représentatifs, les Milanais Giuseppe Bossi et Andrea Appiani, le Romain Vincenzo Camuccini et le Bolonais Pelagio Palagi.
Alors que la vogue de la peinture néo-classique s'impose assez vite en Grande-Bretagne et en Allemagne, avec James Barry, Johann Heinrich Füssli, William Blake, et Johann Heinrich Wilhelm Tischbein, la France met plus de temps à adopter ce style qui s'installe à partir de 1775 après la réorganisation des arts en France, à la suite de l'accession de Louis XVI au trône, mettant fin au Rococo qui dominait sous le règne de Louis XV. L'enseignement de Vien qui dirige l'Académie de France à Rome, va faire de ses élèves : Pierre Peyron, Jean-Baptiste Regnault, François-André Vincent et Jacques-Louis David les premiers représentants français du néo-classicisme pictural. David, converti tardivement au néo-classicisme, enthousiasme la critique au salon de 1781 avec son Bélisaire demandant l'aumône et va s'imposer en 1785 comme le nouveau chef de file du mouvement en peinture avec Le Serment des Horaces qui en devient le manifeste pictural. Il forme lui aussi des élèves venus de toute l'Europe, et qui seront regroupés sous le nom d'École de David. La première génération autour de 1780, voit se distinguer Antoine-Jean Gros, François Gérard, Anne-Louis Girodet et Jean-Germain Drouais. À la fin du XVIIIe siècle, le néo-classicisme est marqué par un mouvement de dissidence au sein de l'école de David, mené par la secte des Barbus. Celle-ci prônait une radicalisation du style néo-classique, en s'inspirant de l'Antiquité grecque la plus archaïque, dont le tableau la Mort de Hyacinthe de Jean Broc, un de ses membres, est représentatif. Ils reprochaient à David de ne pas aller assez loin dans sa conversion vers le « grec pur », illustré par son tableau Les Sabines.
Au début du XIXe siècle le néo-classicisme est représenté par une nouvelle génération d'artistes, dont se démarque Jean-Auguste-Dominique Ingres, tandis que les anciens élèves de David, Gros avec sa Bataille d'Eylau et Girodet avec les Funérailles d'Atala amorcent une évolution vers la peinture romantique. Avec l'avènement de l'Empire napoléonien, les artistes néo-classiques, tant français, comme David, Gros, Girodet, et Gérard, qu'italiens, comme Bossi et Appiani, se mettent au service de Napoléon Ier et célèbrent ses victoires. Le style Empire culmine en peinture avec Le Sacre de Napoléon toile monumentale de David qui impose le néo-classicisme comme courant officiel du régime. À partir de 1810 le néo-classicisme décline, laissant de nouveaux courants picturaux s'imposer, le romantisme en Grande-Bretagne dès le début du XIXe siècle, le romantisme et le mouvement nazaréen en Allemagne, le style troubadour, puis le romantisme, en France, et le purisme en Italie.

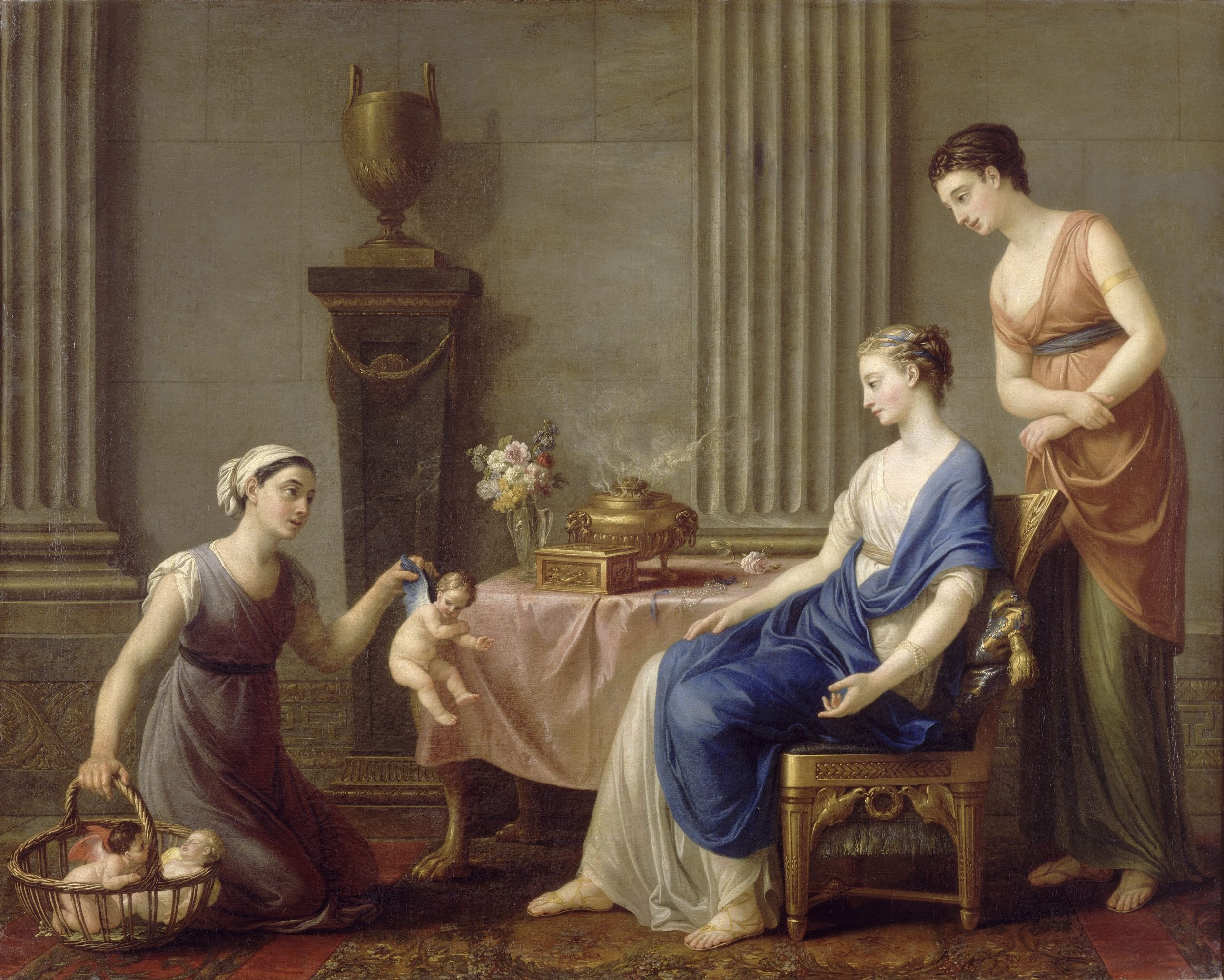
Joseph-Marie Vien, La Marchande d'Amours, 1763, musée national du château de Fontainebleau, Fontainebleau.
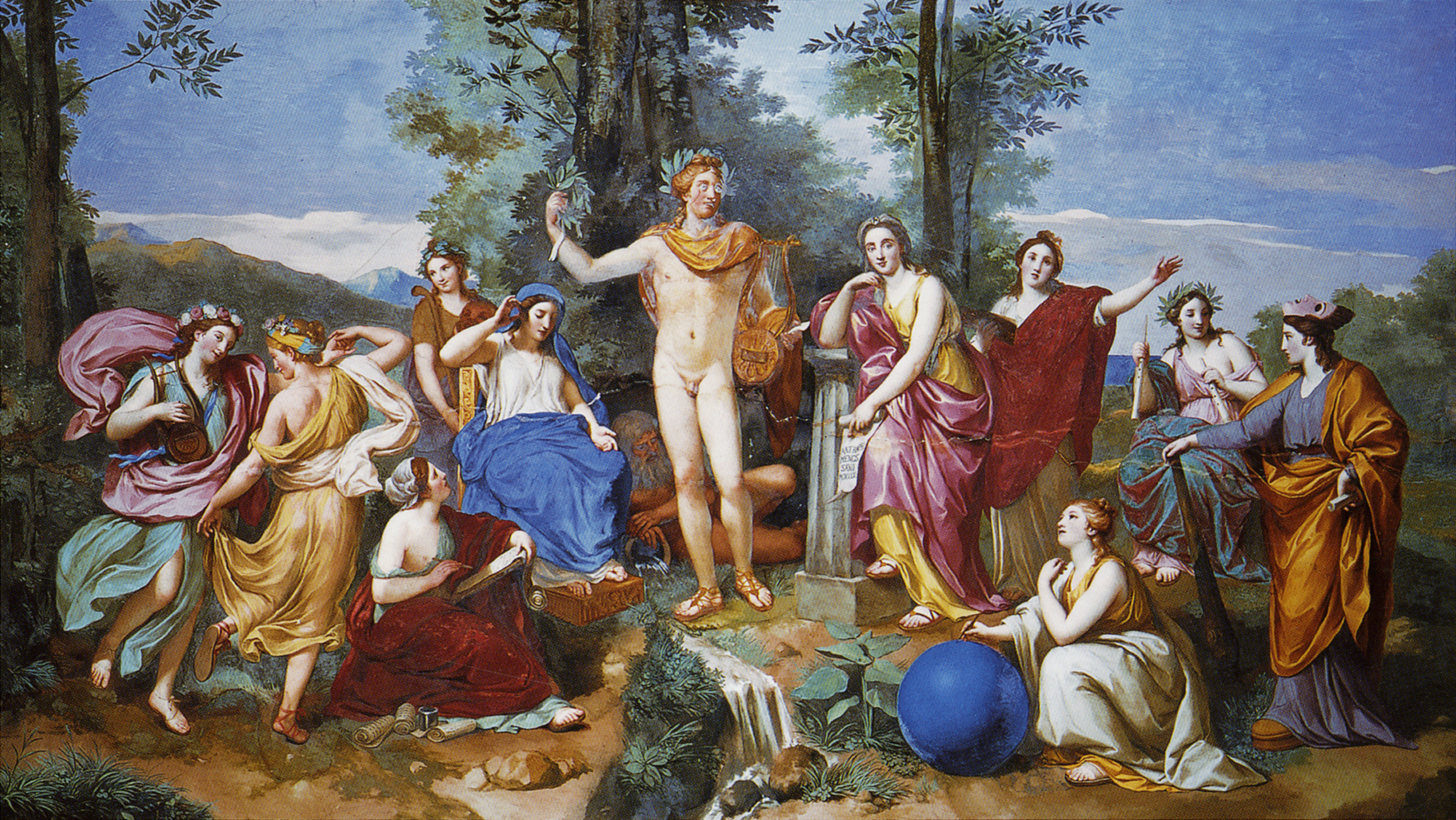
Anton Raphael Mengs, Le Parnasse, milieu du XVIIIe siècle, Villa Albani, Rome.
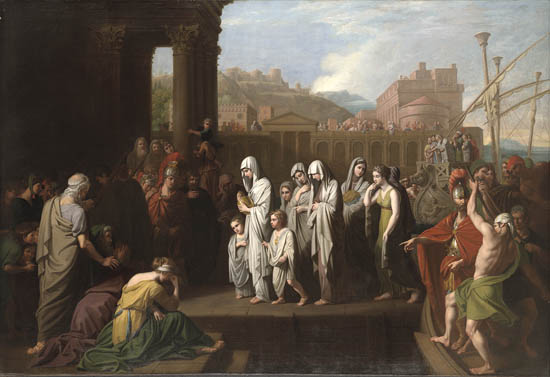
Benjamin West, Agrippine accostant à Brindes avec les cendres de Germanicus, 1768, Yale University Art Gallery.
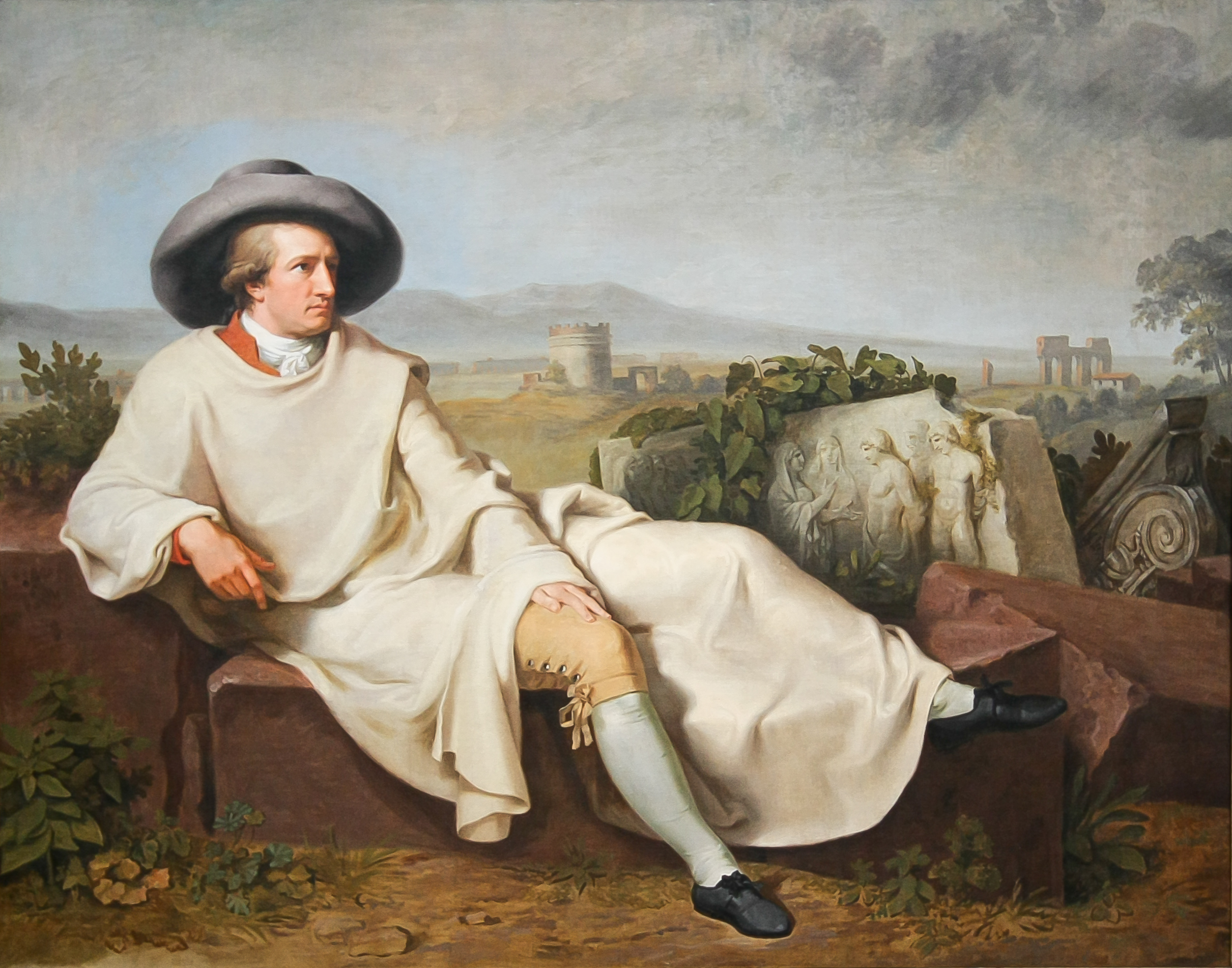
Johann Heinrich Wilhelm Tischbein, Goethe dans la campagne romaine, 1787.
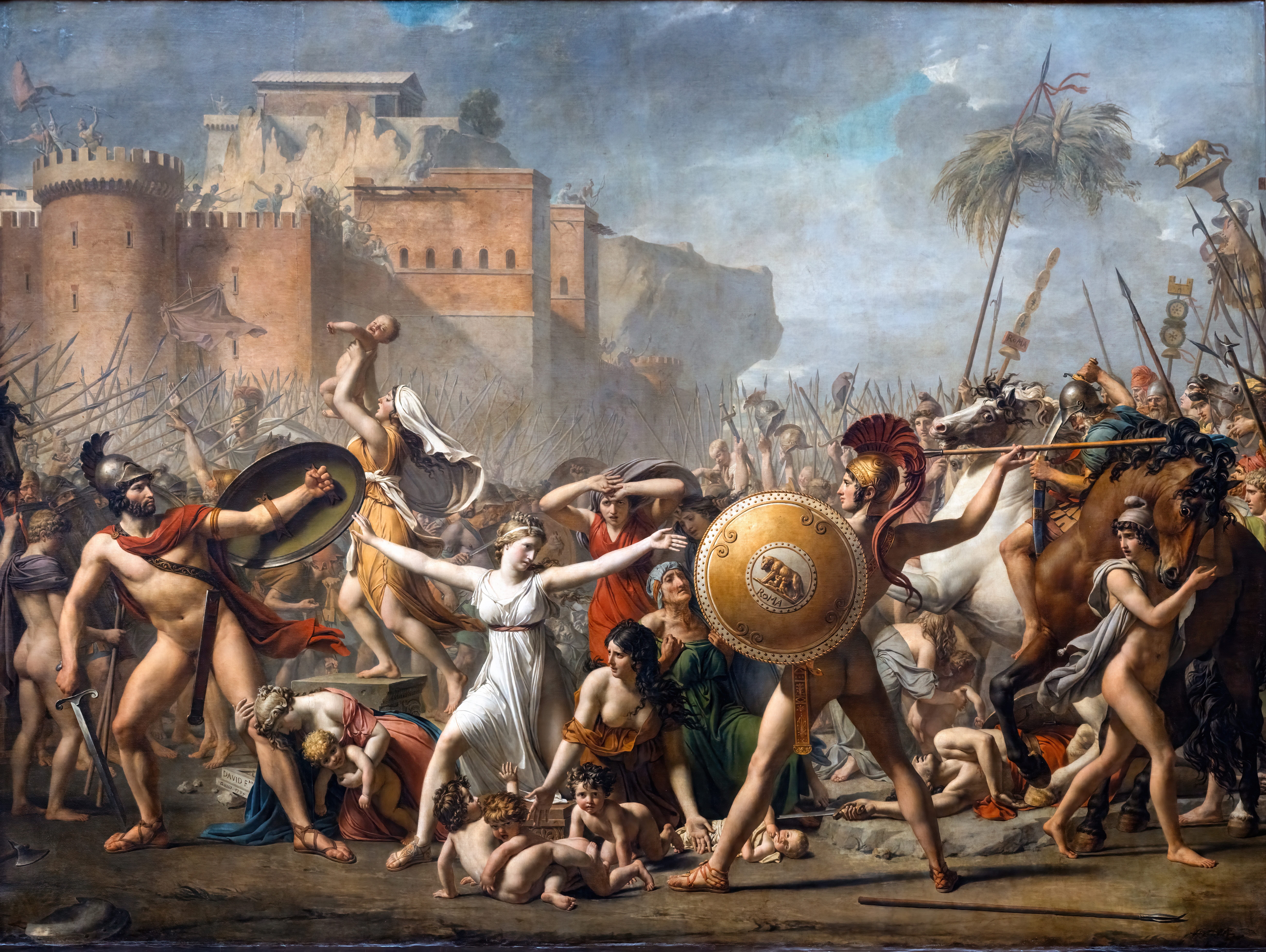
Jacques-Louis David, Les Sabines, 1799, Musée du Louvre, Paris.
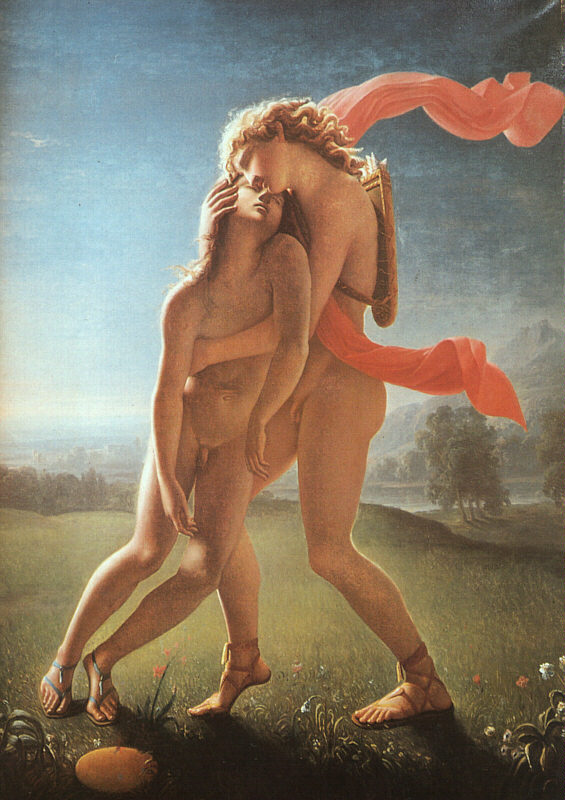
Jean Broc, La Mort d'Hyacinthe, 1801, Musée Sainte-Croix, Poitiers.
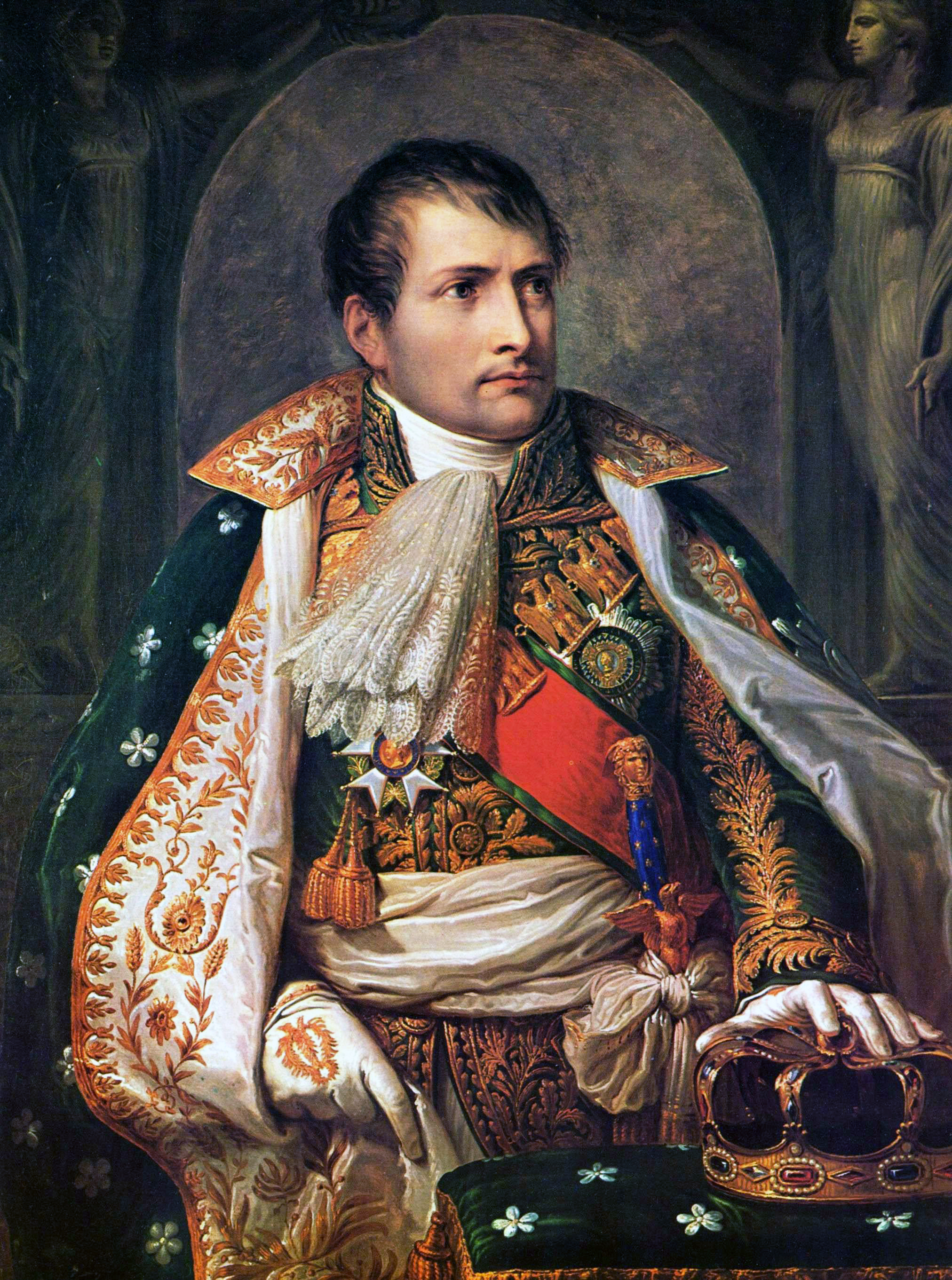
Andrea Appiani, Napoléon roi d'Italie, 1805, Kunsthistorisches Museum, Vienne.
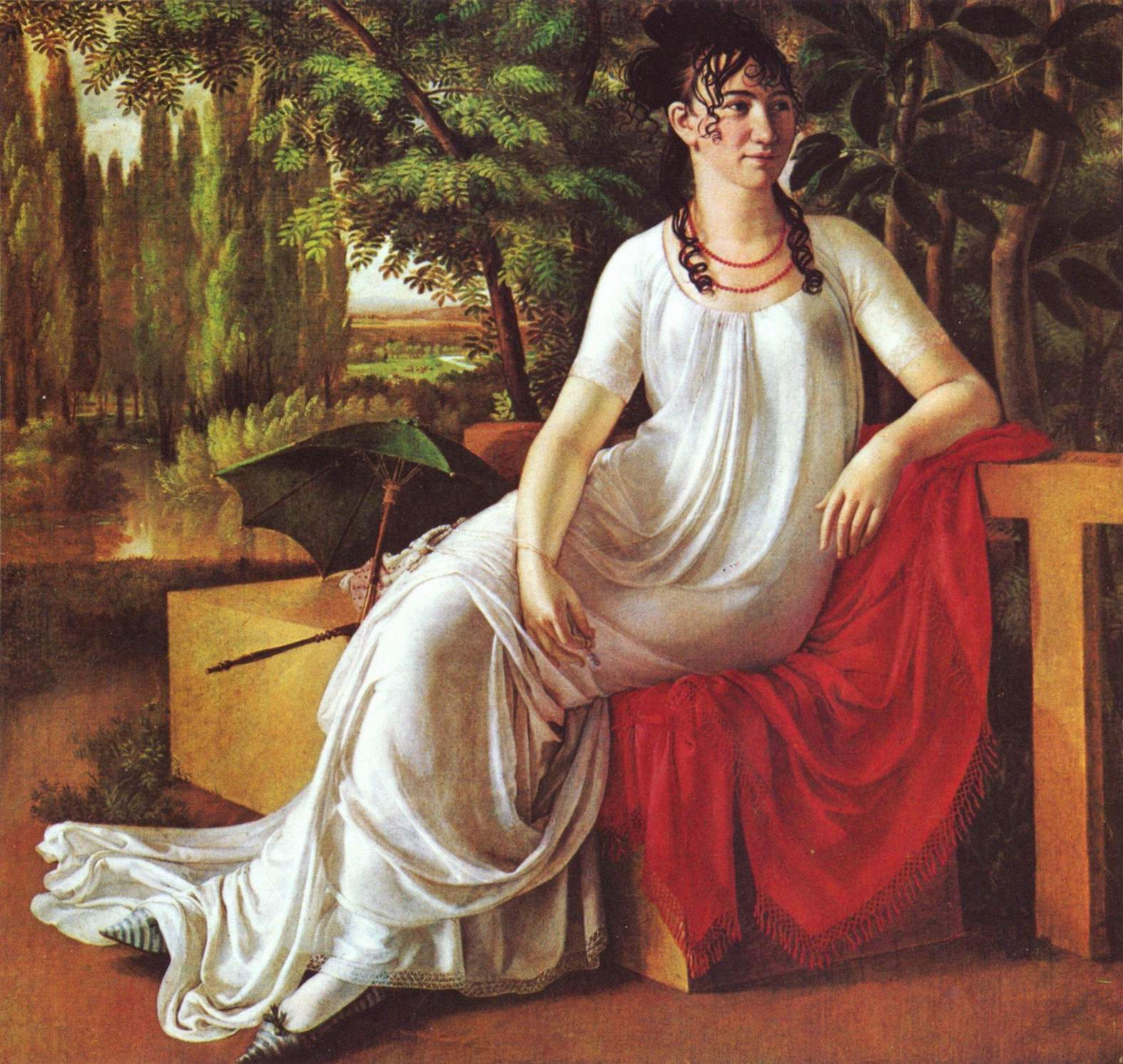
Christian Gottlieb Schick, Portrait de Wilhelmine Cotta.
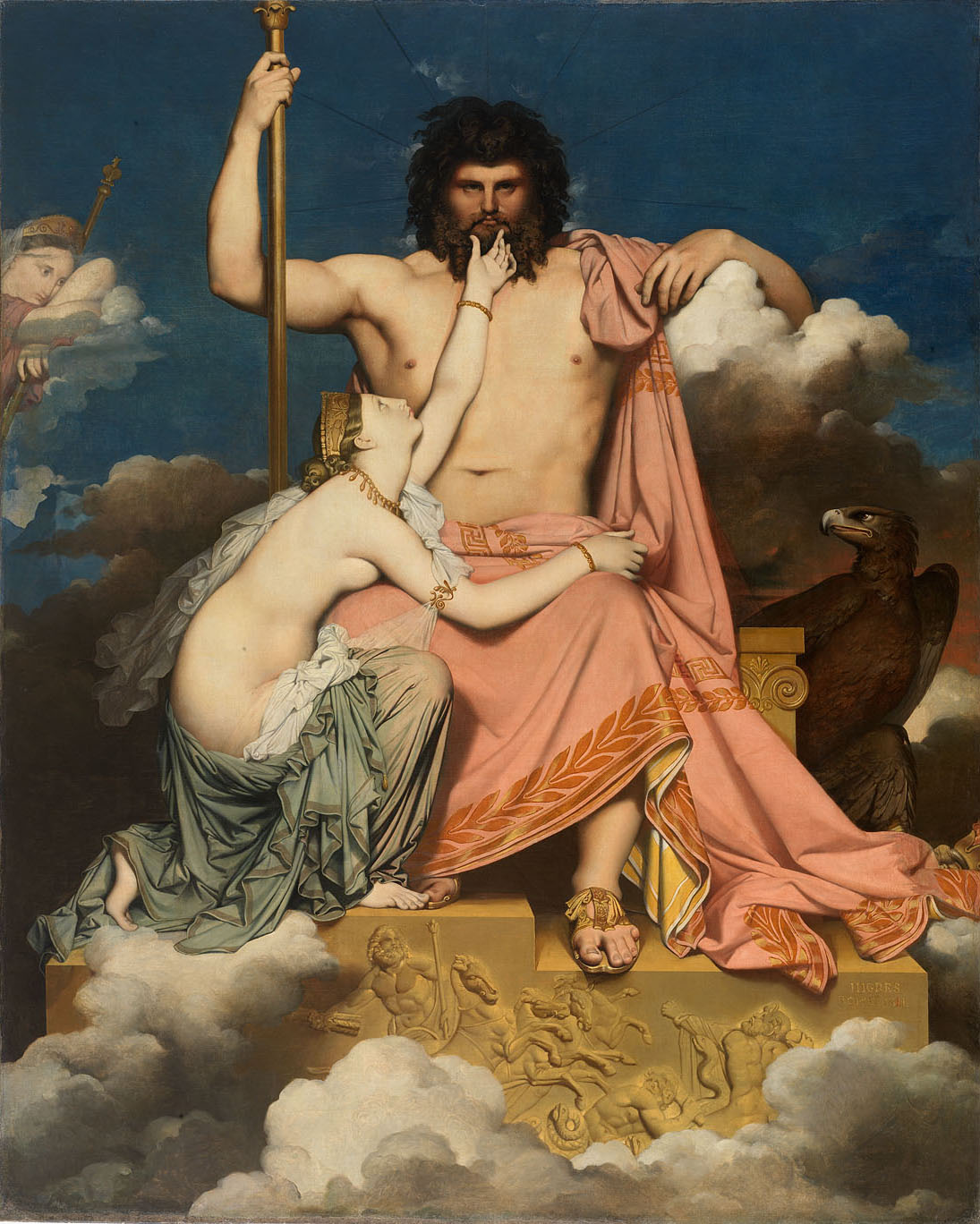
Ingres, Jupiter et Thétis, 1811, musée Granet, Aix-en-Provence.

## Arts graphiques
Les arts graphiques ne font pas exception dans l'adoption du néo-classicisme. Dans la gravure Giovanni Battista Piranesi est un des artistes les plus influents dans la représentation d'architectures antiques. Le dessin au trait, sans effets de relief, s'inspirant des peintures de vases de la Grèce antique devient la norme dans le graphisme néo-classique. John Flaxman aussi sculpteur, va dessiner une série de planches illustrant les récits d'Homère gravées par Tommaso Piroli, qui ont une grande influence sur les artistes, dont Jacques-Louis David.

### Le dessin
Le dessin néo-classique est d'abord marqué par l'inspiration des ruines antiques copiées à Rome au milieu du XVIIIe siècle. Hubert Robert est, avec Piranese, l'artiste représentatif de cette esthétique des ruines à travers ses dessins qui mêlent fantaisie rococo et influence de l'antique.
Il évolue ensuite vers le trait pur sans effets de volumes ni de profondeur, qui devient la norme dans l'enseignement des arts graphiques, dans la plupart des académies d'Europe, jusqu'à 1815 et au-delà. Cette vogue du dessin qui, par sa rigueur, correspond au gout à l'antique, prend son origine dans la publication en 1750 du Traité des pierres gravées de Pierre-Jean Mariette qui suscite auprès des amateurs d'antiquité un engouements pour la collection des pierres gravées, des camées et les intailles antiques, et quelques années plus tard avec la découverte des cratères et vases à figures noires et rouges révélés en 1766 dans l'ouvrage Antiquités étrusques, grecques et romaines de William Hamilton. La fascination pour ces réalisations antiques provenait de la perfection des formes gravés sur un matériau qui avait, à la différence du marbre ou du bronze, mieux résisté au temps. Ce style épuré que l'on retrouve d'abord dans l'illustration des ouvrages sur l'antiquité, par la copie des œuvres des artistes grecs et romains, privilégie la netteté des contours contre le style tout en touche, hachures et grisaille du dessin baroque et rococo (représenté chez Fragonard par exemple). Il est alors repris par les artistes comme l'allemand Asmus Jacob Carstens et l'anglais John Flaxman, ou chez les architectes Percier et Fontaine, et se continuera chez Ingres à travers ses portraits dessinés entre 1800 et 1820 alors qu'il réside à Rome.
Dans un registre plus sensuel et opposé à la linéarité qui domine le dessin néo-classique, Pierre-Paul Prud'hon réalise une série d'académies dessinées à la pierre noire et à la craie sur papier teinté, utilisant le sfumato témoignage de l'influence de Léonard de Vinci sur ses dessins. Joseph Anton Koch, se spécialise dans le thème du paysage néo-classique dessiné à l'encre et particulièrement les paysages montagneux de Suisse qui symbolisaient pour lui une certaine vision du sublime par leur caractère grandiose.

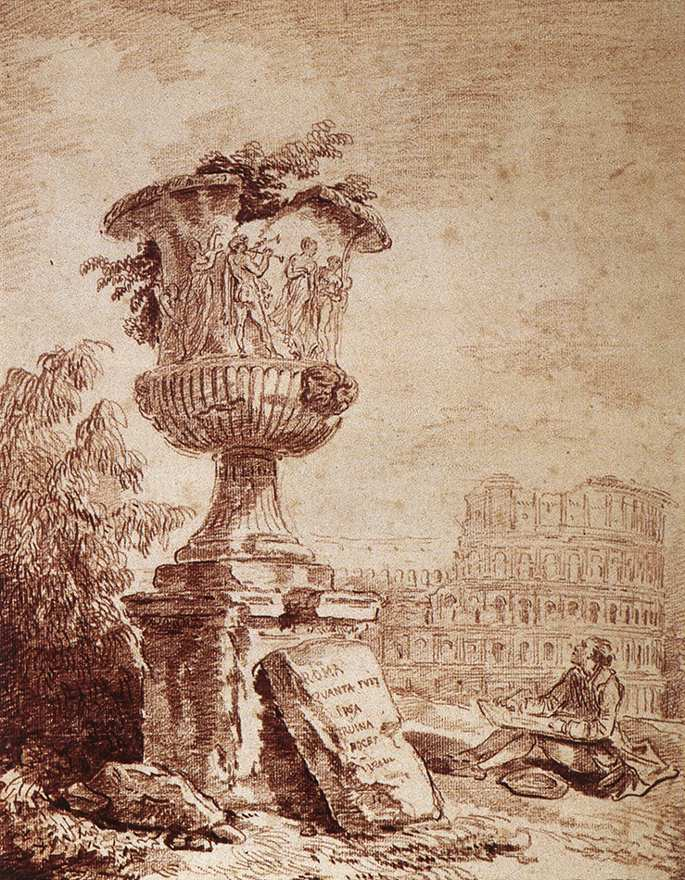
Hubert Robert, Le Dessinateur du vase Borghèse, 1775.
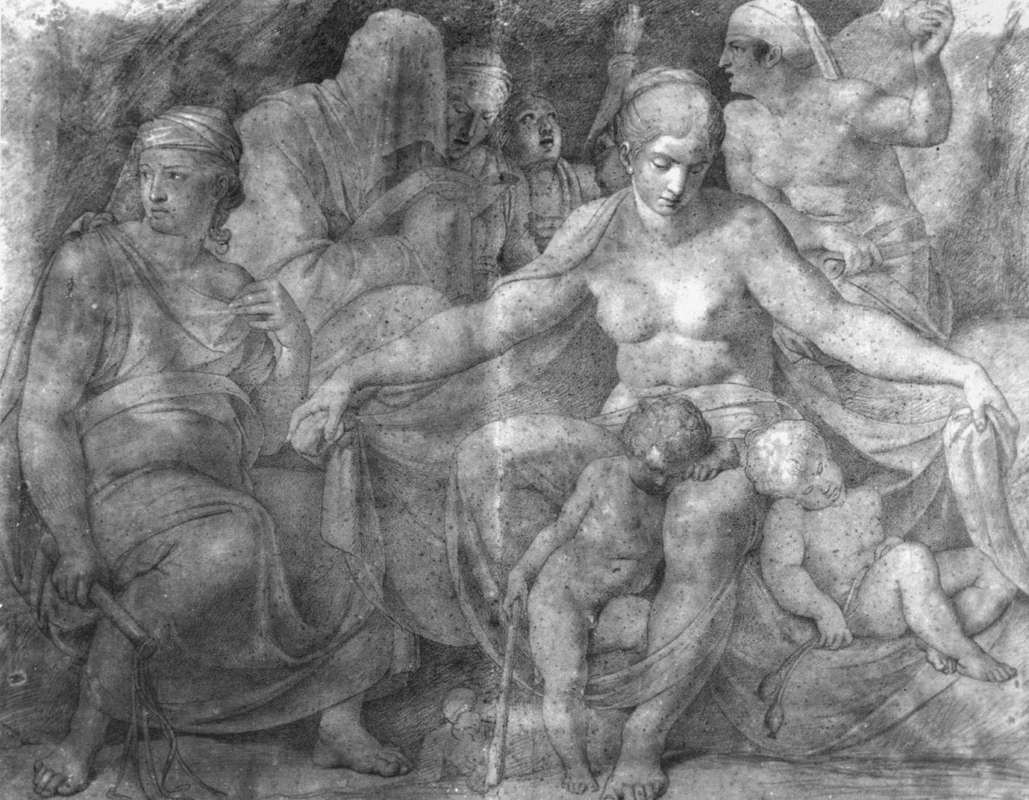
Asmus Jacob Carstens, La Nuit et ses deux enfants, 1795.
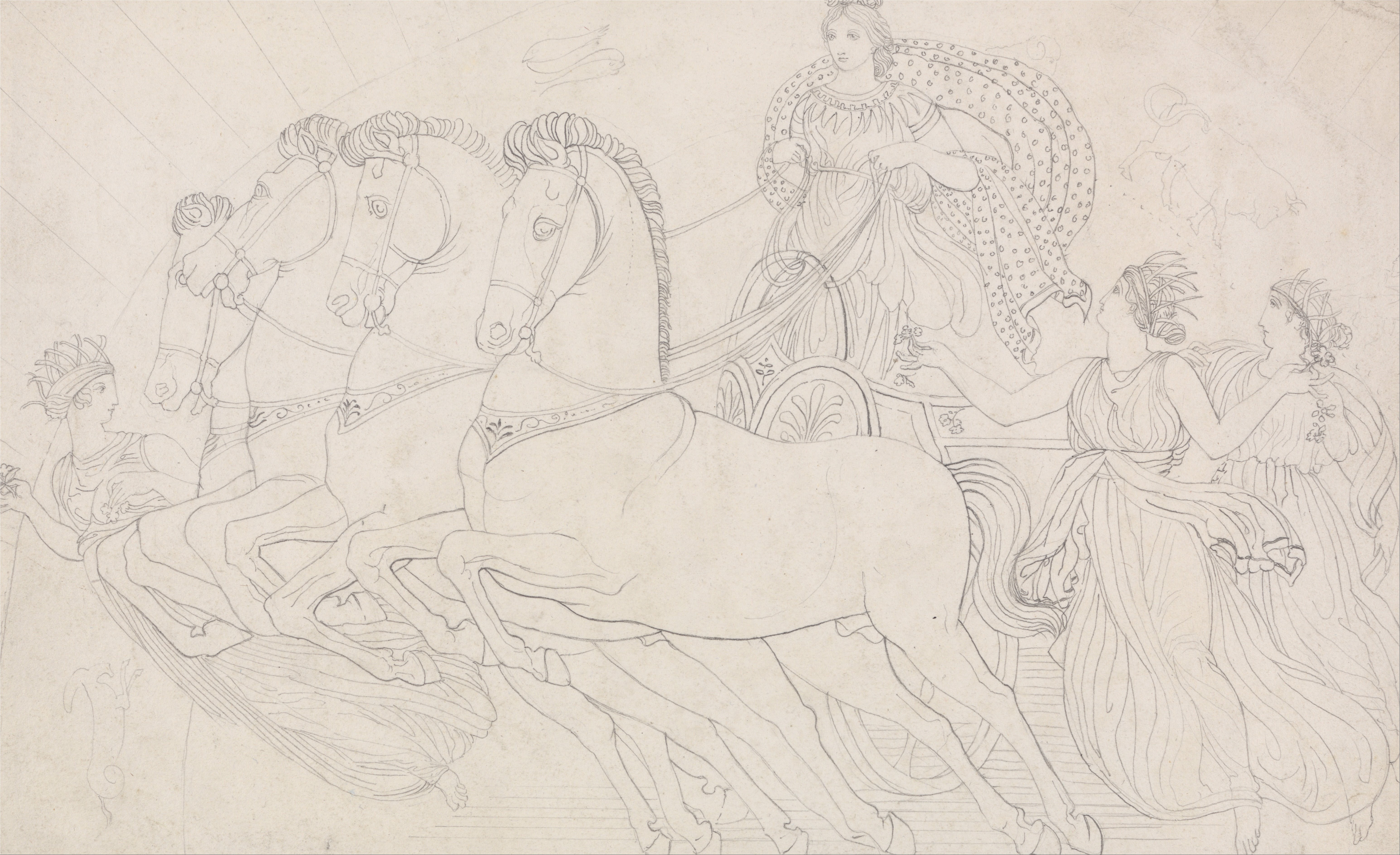
John Flaxman, The Morn, All Beauteous to Behold.
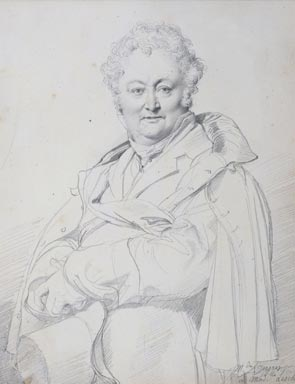
Ingres, portrait de Guillaume Guillon Lethière, 1815.
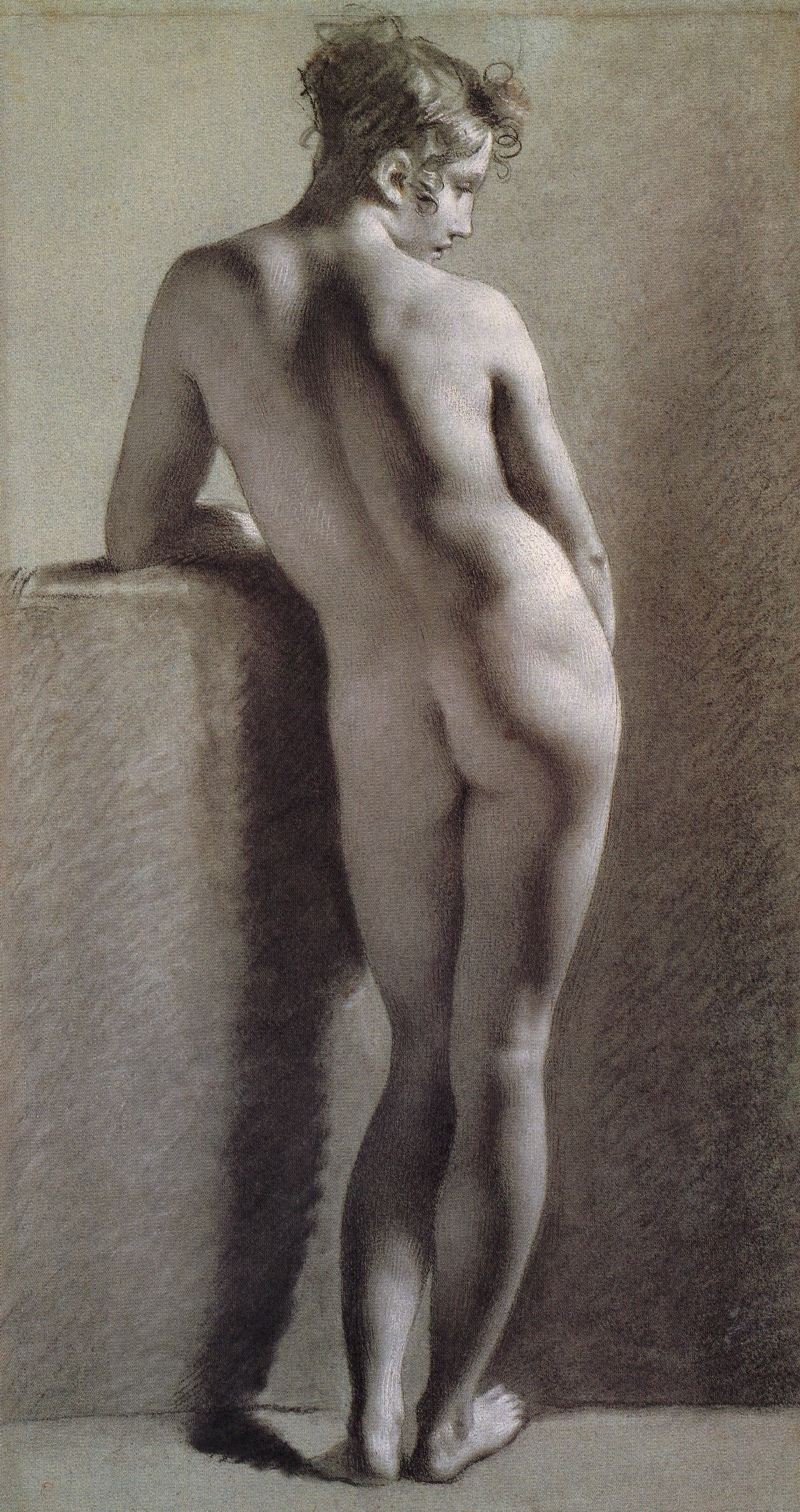
Prud'hon, Nu féminin de dos.

## Arts décoratifs
Le néo-classicisme imprime les différents styles décoratifs de la fin du XVIIIe siècle et début du XIXe siècle aussi bien dans les façades architecturales que dans les intérieurs. Le style Louis XVI, style de transition entre le rococo et le néo-classique, se veut plus sobre que le style Louis XV en délaissant la ligne courbe qui dominait dans le rococo, et en réduisant les dorures. Les intérieurs sont aménagés de manière symétriques, avec des décorations murales géométriques. Les salons bourgeois et aristocrates s'ornent de motifs antiques, de colonnes, de statues grecques ou romaines, de médaillons. Les années 1780 marquent l'abandon quasi-total du style rococo, pour aboutir à un néo-classicisme plus radical, plus épuré. La symétrie s'exprime encore plus dans l'ameublement, certains meubles comme la console deviennent à la mode, tandis que l'on mets à l'écart des meubles fonctionnels comme l'armoire à vêtements, et l'on supprime les tapis d'Orient.
Les découvertes d'Herculanum et Pompéi vont inspirer les architectes d'intérieur et décorateurs. Plusieurs recueils de décorations imitent le style pompéien, marquant le début du style étrusque. Ce style fait appel à des couleurs délicates, et marque le début d'une prédilection pour les bronzes. Les traités montrent des intérieurs qui semblent des reconstitutions de l'époque romaine, tels qu'ils sont publiés dans le Recueil de décorations intérieures de Percier et Fontaine qui marque l'émergence du style Directoire. Ce nouveau style se caractérise par la forme de son mobilier, avec des éléments décoratifs inspirés de l'Égypte antique. Tandis que sous le Consulat la tendance s'incline vers la délicatesse et la légèreté du style alexandrin.
Le style Empire est pleinement marqués par une esthétique plus martiale, avec des formes encore plus simplifiées jusqu'à l'abstraction, un choix pour la géométrie la plus simple, le cercle parfait, l'angle droit, et la répétition des motifs allant jusqu'à la monotonie, ce qui correspondait à la destination fonctionnelle de ce style. En Allemagne le Biedermeier dérive aussi du néo-classicisme dans le mobilier et l'architecture.

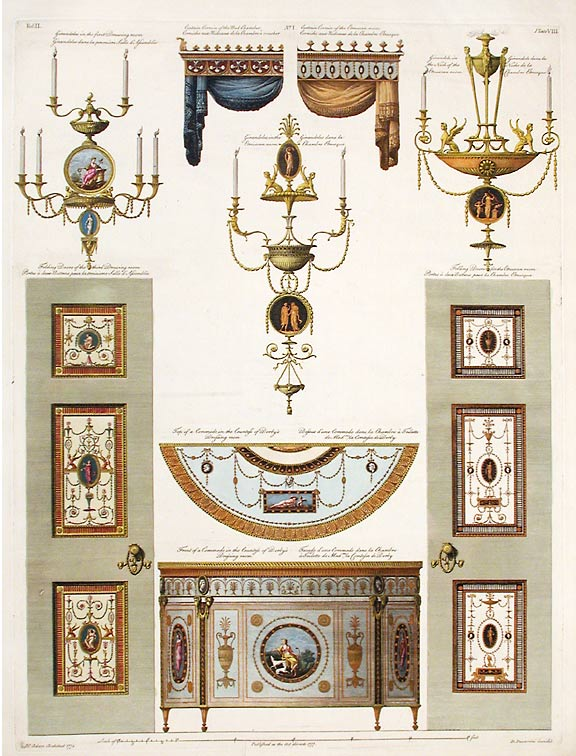
Détails des interieurs de Derby House par Robert and James Adam (1777).
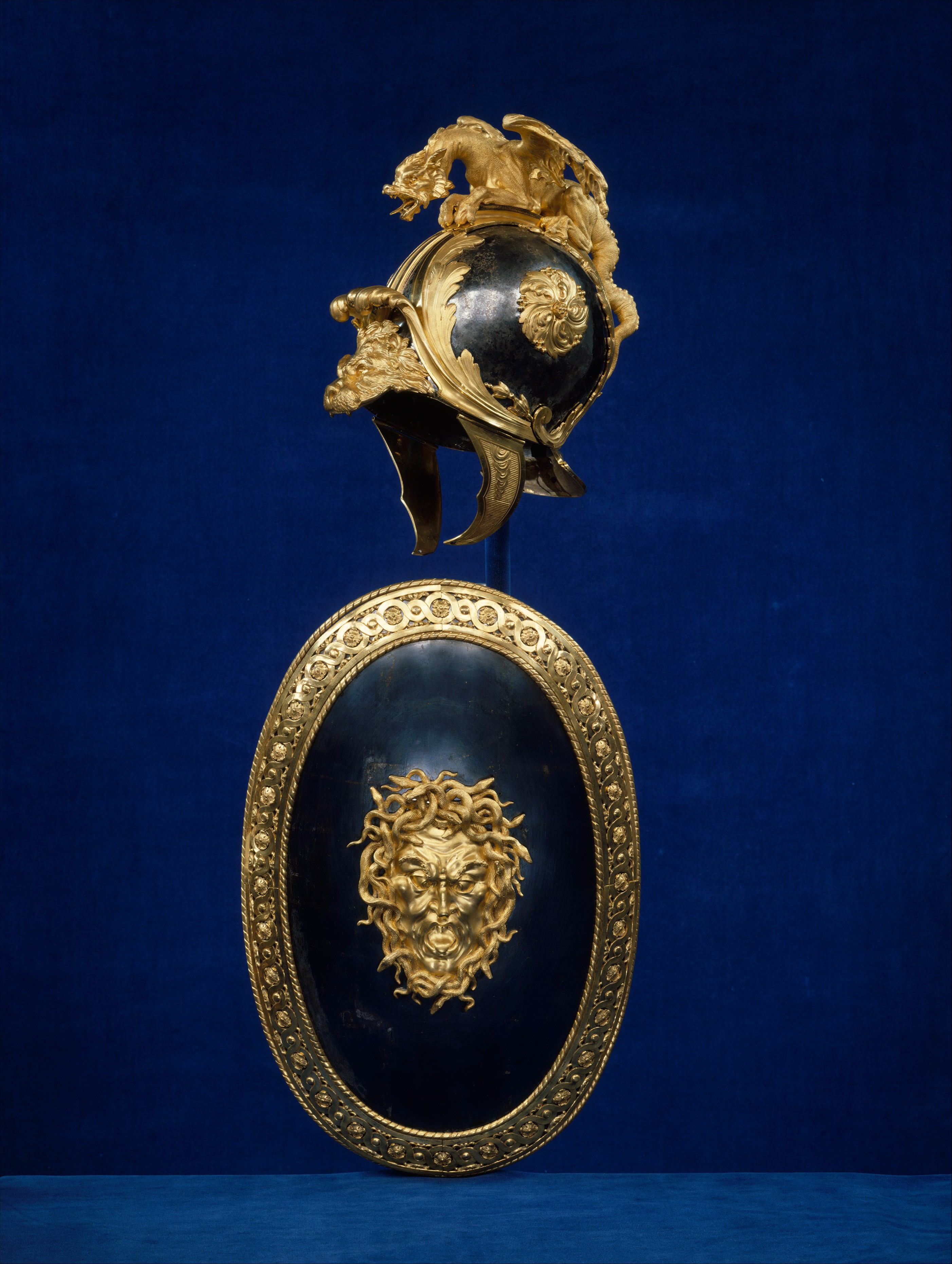
Casque et bouclier décoratifs imitant le style classique (Paris, v. 1760-1770)
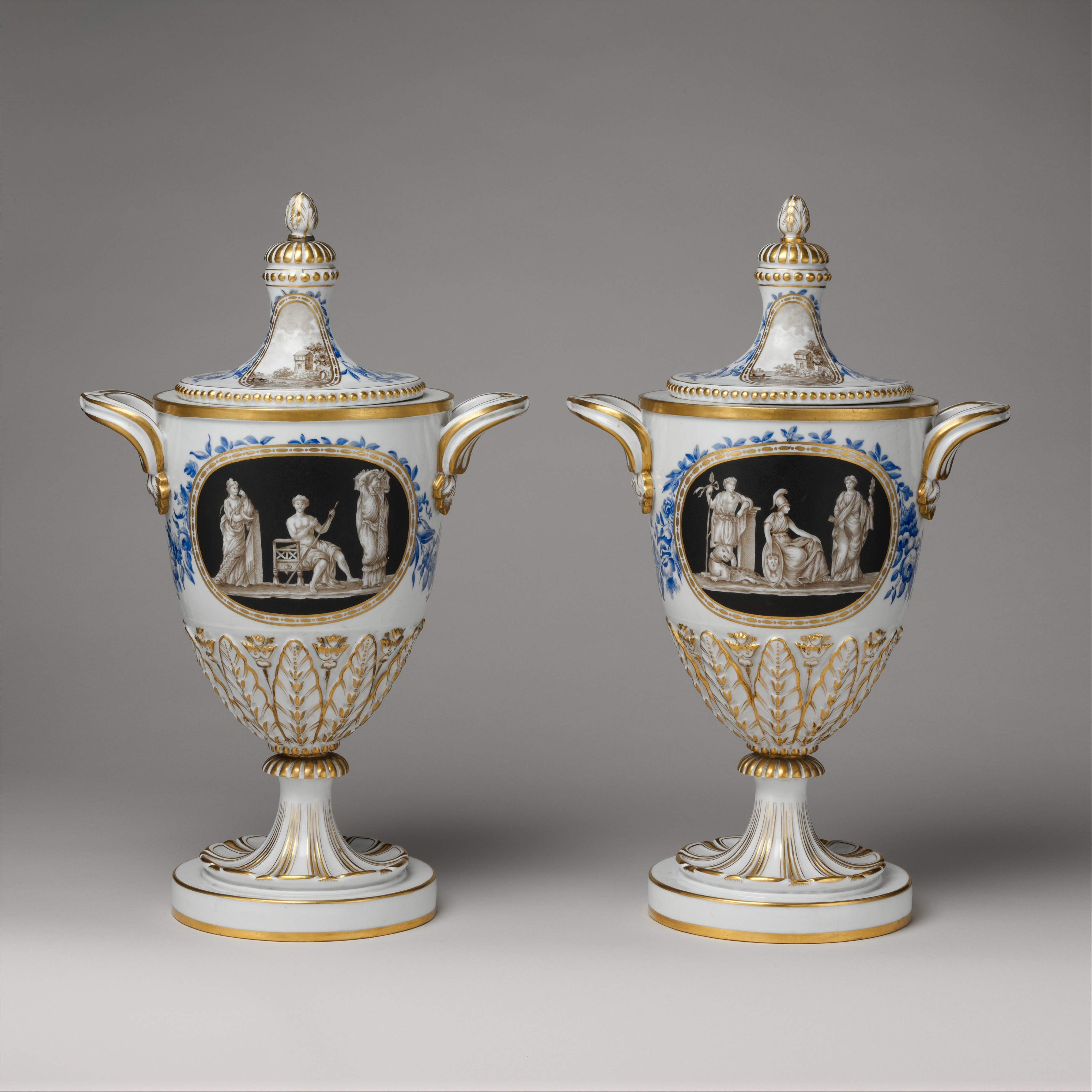
Vases de porcelaine adoptant une forme antique, avec décor peint représentant des figures de l'Antiquité classique (fabrique royale de porcelaine du Buen Retiro, 1784-1795).
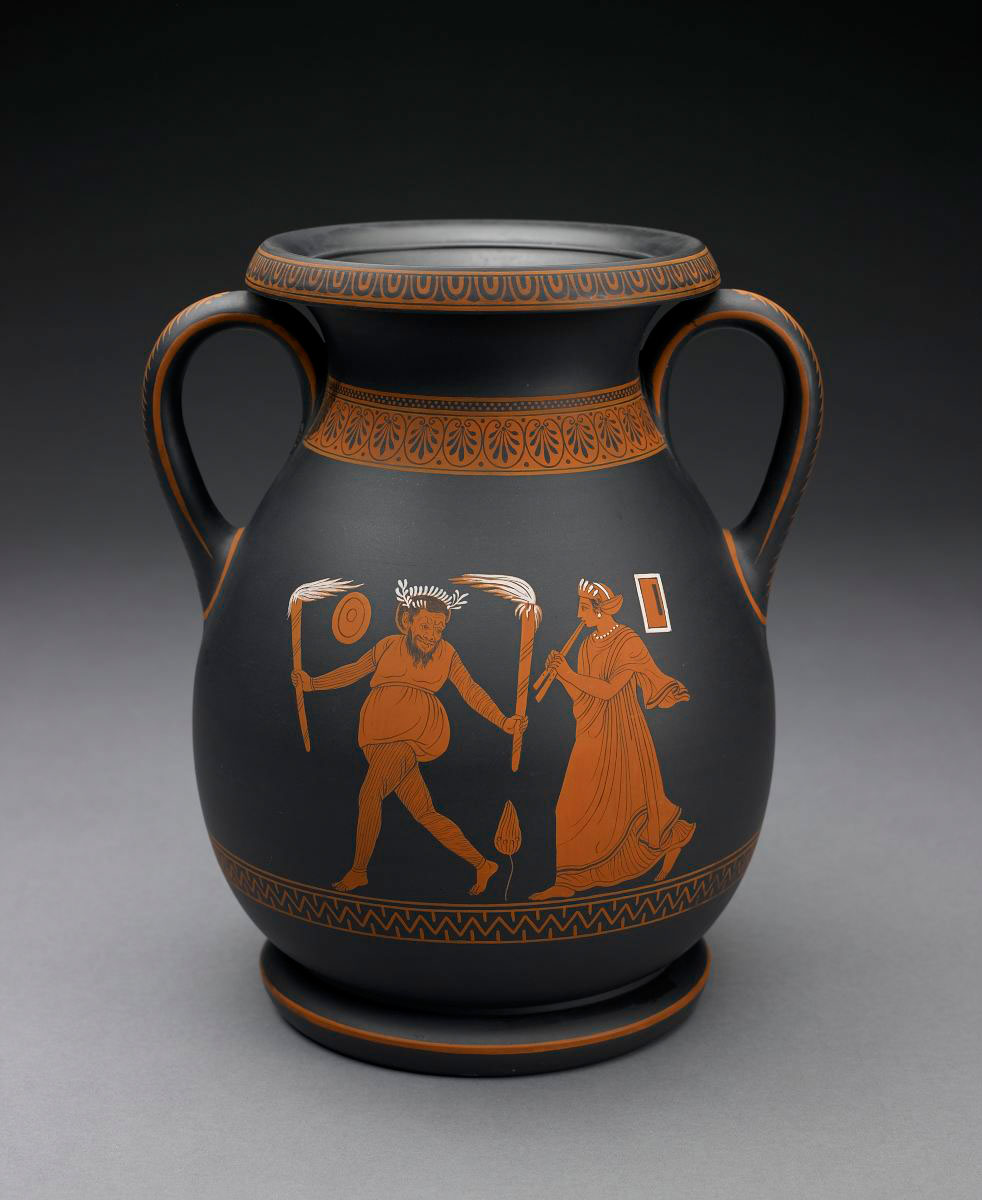
Vase Wedgwood imitant la céramique grecque à figures rouges, v. 1815.
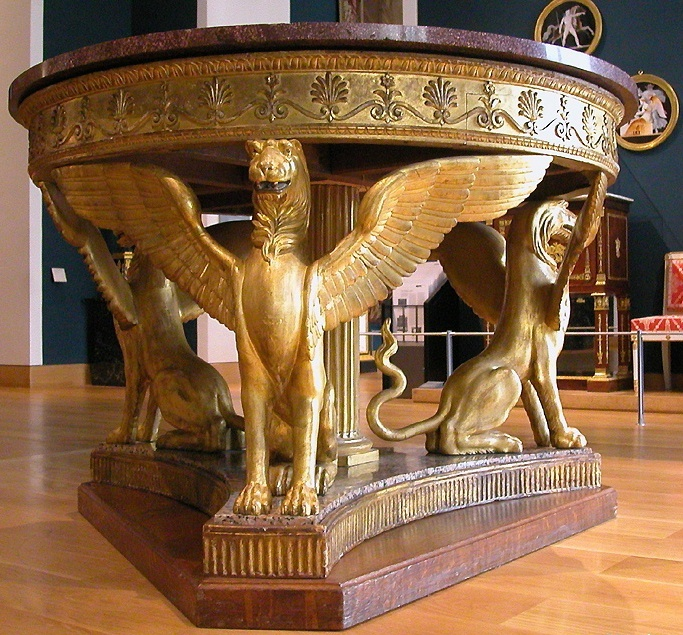
Table de style Empire.

#### Généralités
Par ordre alphabétique :
- Philippe Bordes (dir.), Régis Michel (dir.) et al., Aux Armes et aux Arts : Les arts de la Révolution 1789-1799, Paris, Adam Biro, 1988, 350 p. (ISBN 2-87660-023-4)
- Pierre Cabanne, L'Art du XVIIIe siècle, Paris, Somogy, 1987, 349 p. (ISBN 2-85056-183-5, BNF 34973744)
- Pierre Cabanne, L'Art du XIXe siècle, Paris, Somogy, 1989, 350 p. (ISBN 2-85056-189-4, BNF 35027265)
- Pierre Cabanne, L'Art Classique et le Baroque, Paris, Larousse, coll. « Comprendre, reconnaître », 2013, 143 p. (ISBN 978-2-03-589073-3 et 2-03-589073-X, ISSN 1295-1730), « Le néoclassicisme et le «beau idéal » », p. 123-136
- André Chastel, L'Art français, vol. 4 : le Temps de l'éloquence, 1775-1825, Paris, Flammarion, 1996, 335 p. (ISBN 2-08-010203-6, BNF 36692913)
- Guillaume Faroult (dir.), Christophe Leribault (dir.) et Guilhem Scherf (dir.), L'Antiquité rêvée : Innovations et résistances au XVIIIe siècle, Paris, Éditions Gallimard, 2010, 500 p. (ISBN 978-2-07-013088-7)
- Louis Hautecœur, Rome et la Renaissance de l'Antiquité à la fin du XVIIIe siècle, Paris, Fontemoing et Cie éditeurs, coll. « Bibliothèque des Écoles françaises d'Athènes et de Rome no 105 », 1912, VIII-316 p. (lire en ligne)
- Hugh Honour (trad. de l'anglais par Pierre-Emmanuel Dauzat), Le Néo-classicisme, Paris, Librairie générale française, coll. « le Livre de poche », 1998, 283 p. (ISBN 2-253-90450-3)
- Michael Levey (trad. de l'anglais par Jean-François Allain), L'Art du XVIIIe siècle : Peinture et sculpture en France 1700-1789 [« Painting and sculpture in France, 1700-1789 »], Paris, Flammarion, 1998, 318 p. (ISBN 2-08-012422-6)
- (en) Allison Lee Palmer, Historical Dictionary of Neoclassical Art and Architecture, États-Unis, Scarecrow Press, 2011, 288 p. (ISBN 978-0-8108-6195-4 et 0-8108-6195-X)
- François-Georges Pariset, L'art néo-classique, Paris, Presses universitaires de France, 1974
- Mario Praz (trad. de l'italien par Constance Thompson Pasquali), Goût néoclassique, Paris, Le Promeneur, 1989 (1re éd. 1974), 534 p. (ISBN 2-87653-078-3)
- (en) Robert Rosenblum, Transformations in Late Eighteenth-Century Art, Princeton, Princeton University Press, 1970, 203 p. (ISBN 0-691-00302-5, lire en ligne)
- Daniela Tarabra (trad. de l'italien par Todaro Tradito), Comment identifier...les Grandes périodes stylistiques : De l'art roman, à l'Art nouveau, Paris, Hazan, coll. « Clés et repères », 2008, 383 p. (ISBN 978-2-7541-0373-2)
- Rolf Toman (dir.) (trad. de l'allemand), Néoclassicisme et Romantisme : Architecture - Sculpture - Peinture - Dessin, 1750-1848, Potsdam, H.F.Ullmann, 2007, 520 p. (ISBN 978-3-8331-3557-6)

##### Articles
- François-Georges Pariset, « Le néo-classicisme autour de 1800 », Dix-huitième siècle, Paris, Garnier, no 7,‎ 1975, p. 335-341 (lire en ligne)
- Jean-Rémy Mantion, « "Néo-classicisme", d'un mot », in Un classicisme ou des classicismes ?, actes du colloque international de Reims, 5-7 juin 1991.
- Jean-Rémi Mantion, « Cartels. Le différend des styles picturaux en Europe à la fin des Lumières (Watelet, Mengs, Reynolds) », in Q/W/E/R/T/Y, décembre 1993 (Publication de l'université de Pau).

#### Contexte
- Pierre Chaunu, La Civilisation de l'Europe des Lumières, Paris, Flammarion, coll. « Champs », 1982 (ISBN 2-08-081116-9), chap. VIII (« L'esthétique des Lumières : Le tournant néo-classique »), p. 404-417
- Germain Bazin, Histoire de l'histoire de l'art : De Vasari à nos jours, Paris, Albin Michel, 1986, 652 p. (ISBN 2-226-02787-4), chap. 10 (« Le tournant de l'archéologie »), p. 94-109
- Daniel Arasse, « L'Artiste », dans Michel Vovelle (dir.), L'Homme des lumières, Paris, Seuil, 1996 (ISBN 2-02-020820-2), p. 253-284

#### Architecture et décoration
- Owen Hopkins (trad. de l'anglais), Les Styles en architecture : Guide visuel, France, Éditions Dunod, 2014, 240 p. (ISBN 978-2-10-070689-1), « Néoclassicisme », p. 96-121
- Mario Praz (trad. de l'italien), Histoire de la décoration d'intérieur : La philosophie de l'ameublement, Paris, Thames & Hudson, 1994, 388 p. (ISBN 2-87811-085-4), p. 152-192
- Noël Riley (dir.) et Patricia Bayer (trad. de l'anglais), Grammaire des arts décoratifs : De la Renaissance au Post-modernisme, Paris, Flammarion, 2004, 544 p. (ISBN 2-08-011327-5), « Le néo-classicisme », p. 127-209

#### Sculpture
- Stefano Zuffi (trad. de l'italien), La Sculpture : De la Grèce antique au postmodernisme, Paris, Éditions Solar, 2005, 191 p. (ISBN 2-263-03730-6), « Classicisme et Néoclassicisme », p. 136-147

##### Articles
- François Souchal, « Situation de la sculpture en France en 1778 », Dix-huitième siècle, Paris, Garnier, no 11,‎ 1979, p. 117-128 (lire en ligne)

#### Peinture
- Pierre Rosenberg (dir.), Frederick Cummings, Robert Rosenblum et Antoine Schnapper, De David à Delacroix : La peinture française de 1774 à 1830, Paris, Éditions des musées nationaux, 1974, 702 p. (ISBN 2-7118-0002-4, BNF 34574367)
- Patricia Fride R. Carrassat et Isabelle Marcadé, Comprendre et reconnaître les mouvements dans la peinture, Paris, Larousse, 1997 (1re éd. 1993) (ISBN 2-03-511342-3), « Néoclassicisme », p. 44-46

#### Arts graphiques
- Maria-Cristina Paoluzzi (trad. de l'italien), La Gravure, Paris, Éditions Solar, 2004, 191 p. (ISBN 2-263-03729-2), « Néoclassicisme et Académisme », p. 132-161